# Yukón
Yukón o Yucón (en inglés y en francés: Yukon) es uno de los tres territorios que, junto con las diez provincias, conforman las trece entidades federales de Canadá. Su capital es Whitehorse, además de ser la única ciudad de toda la región. Está ubicado en el extremo noroeste del país, limitando al norte con el océano Ártico,al este con Territorios del Noroeste, al sur con Columbia Británica y al oeste con Alaska (Estados Unidos). Con 31 530 habs. en 2008 es la segunda entidad menos poblada —por detrás de Nunavut— y con 0,06 hab/km², la tercera menos densamente poblada, por detrás de Territorios del Noroeste y Nunavut, la menos densamente poblada.
La cresta de los montes Mackenzie da forma a gran parte de la frontera oriental.
La etimología de su nombre proviene de una lengua aborigen local, el gwichʼin, y quiere decir «río grande». El territorio es famoso entre otras cosas por haber sido el escenario de la Fiebre del oro de Klondike, un hecho histórico que ocurrió en 1897 y que fue de gran trascendencia para la región.

## Historia

### Prehistoria
Se han encontrado restos humanos de la que fuera la población más antigua y primitiva de Norteamérica, aunque su datación es bastante discutida. Una gran cantidad de huesos modificados y de rasgos humanoides que fueron descubiertos en la región de Old Crow, al norte del Yukón, tienen entre 25 000 o 40 000 años de antigüedad, según el estudio por el método del  El centro y norte del Yukón no fueron afectados por las glaciaciones, como sí lo fue parte de Beringia.
Una erupción volcánica en Mount Churchill, próximo a la frontera con Alaska, cubrió de cenizas el sur de Yukón. Aquel depósito de brasas y restos de magma puede apreciarse aún a lo largo de la autopista de Klondike. Las historias de las Primeras Naciones del Yukón hablan sobre la muerte de los animales y peces a consecuencia de este suceso, al igual que otras provenientes de las tribus de lenguas atabasca, navajo y apache, lo que ha llevado a muchos antropólogos a la conclusión de que la emigración de pueblos athabaskanos a lo que es hoy conocido como el suroeste de Estados Unidos pudo haber sido consecuencia de dicha erupción. Poco después, las innovaciones en la tecnología de la caza favorecieron la sustitución de los atlatles por el arco y la flecha.
Se desarrollaron redes extensivas de comercio e intercambio entre los tlingits de la costa y las Primeras Naciones del interior. Se cree que los primeros intercambiaban aceite de eulacón y otros productos de su entorno por cobre y pieles de las Primeras Naciones.

### Colonización europea
Los primeros europeos en llegar al Yukón fueron los comerciantes de pieles de la Hudson's Bay Company en la década de 1840. La región permaneció relativamente inaccesible hasta entonces debido a las largas distancias y la falta de rutas comerciales directas. Aunque los rusos controlaban Alaska hasta su venta a los estadounidenses en 1867, no se interesaron en explorar el interior del Yukón. 
Los comerciantes de la Hudson's Bay Company establecieron puestos comerciales en el Yukón a mediados del siglo XIX, incluyendo Lapierre House, Fort Selkirk y Frances Lake Post. Durante las primeras décadas de su presencia, el Yukón fue mayormente una región no explorada por los europeos hasta la llegada de los mineros en la década de 1870. Los europeos tardaron en entrar en el Yukón debido a la dificultad del comercio y la falta de interés por parte de otras potencias europeas en la región interior.

### SigloXIX

Hotel Westmister en Dawson City fue establecido en 1898

Las incursiones europeas en lo que más tarde se conocería como el Yukón dieron comienzo en la primera mitad del siglo XIX. Los exploradores y comerciantes de la Compañía de la Bahía de Hudson, que llegaron desde los puestos comerciales del río Mackenzie, emplearon dos rutas diferentes para penetrar en el territorio, creando puestos comerciales por toda la ruta. La ruta del norte nacía en Fort McPherson, Territorios del Noroeste, a orillas del Mackenzie, cruzaba las montañas por los ríos Bell y Porcupine y llegaba hasta el río Yukón. La del sur comenzaba, en cambio, en Fort Liard (Territorios del Noroeste), y se dirigía hacia el oeste por el río Liard hasta el lago Frances, seguía hacia el oeste siguiendo el curso del río Liard hasta el lago Frances, y luego por el río Pelly hasta que este desembocaba en el Yukón.
Tras fundar Fort McPherson, John Bell cruzó las montañas para llegar a la cuenca del Yukón en 1845, y descendió por el río Rat (hoy conocido como Bell) hasta su confluencia con el Porcupine. Tras organizar el comercio de pieles en Fort McPherson regresó al Bell, y siguió río abajo por el Porcupine hasta llegar de nuevo al río Yukón, en el lugar en que más adelante se levantaría el fuerte del mismo nombre (Fort Yukón). 

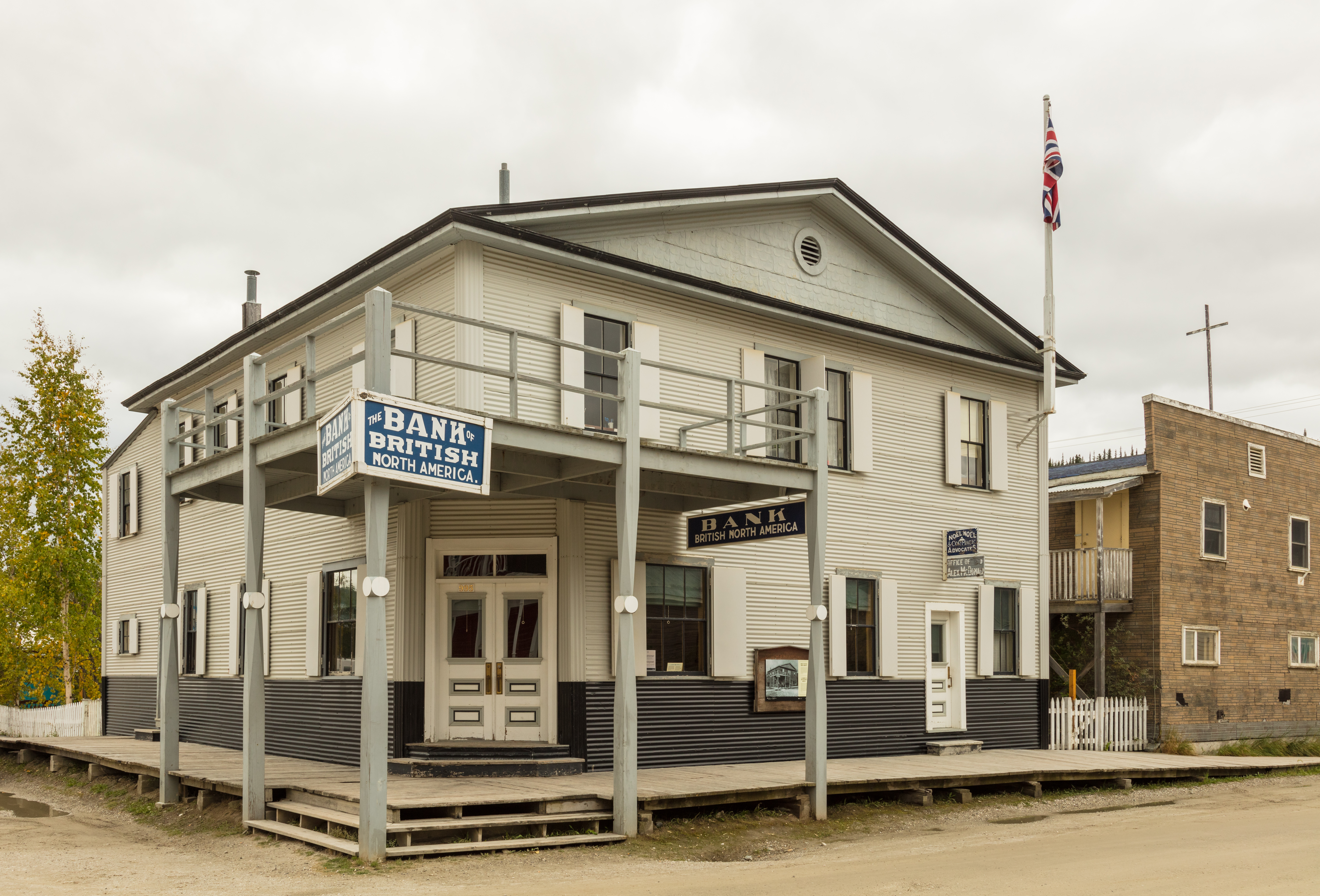
El Banco de la Norteamérica Británica (Bank of British North America) abrió en Yukón en 1899

No mucho tiempo después, Alexander Hunter Murray estableció puestos comerciales en Lapierre House (1846), y en Fort Yukon (1847), en la confluencia de los ríos Porcupine y Yukón. Murray hizo varios dibujos de las tiendas de venta de piel y de los habitantes de la zona, y escribió el Journal of the Yukon, 1847–48 (Diario del Yukón), una valiosa fuente de información acerca de la cultura local de los gwich’in en la época. 
Como el puesto estaba en realidad en la Alaska rusa, la Compañía de la Bahía de Hudson continuó su actividad comercial allí hasta que fue expulsada tras la adquisición de Alaska por Estados Unidos en 1869. Un nuevo puesto comercial, Rumpert House, fue establecido aguas arriba del Porcupine, pero se demostró que se hallaba también dentro de Alaska. Los gwich’in, especialmente bajo el liderazgo de Sahneuti, enfrentaron a la Compañía de la Bahía de Hudson con los comerciantes estadounidenses de la Compañía Comercial de Alaska.

Por esa misma fecha, Robert Campbell, procedente de Fort Simpson, exploró buena parte del sur del Yukón y fundó Fort Frances (1842) sobre el lago homónimo en la cuenca del río Liard, y Fort Selkirk (1848) en la confluencia de los ríos Yukón y Pelly. En 1852, Fort Selkirk fue saqueado por guerreros tlingit de la costa, que se opusieron violentamente a esta injerencia en su actividad comercial. A raíz de este incidente, Fort Selkirk quedó abandonado y no se restableció hasta 1889.

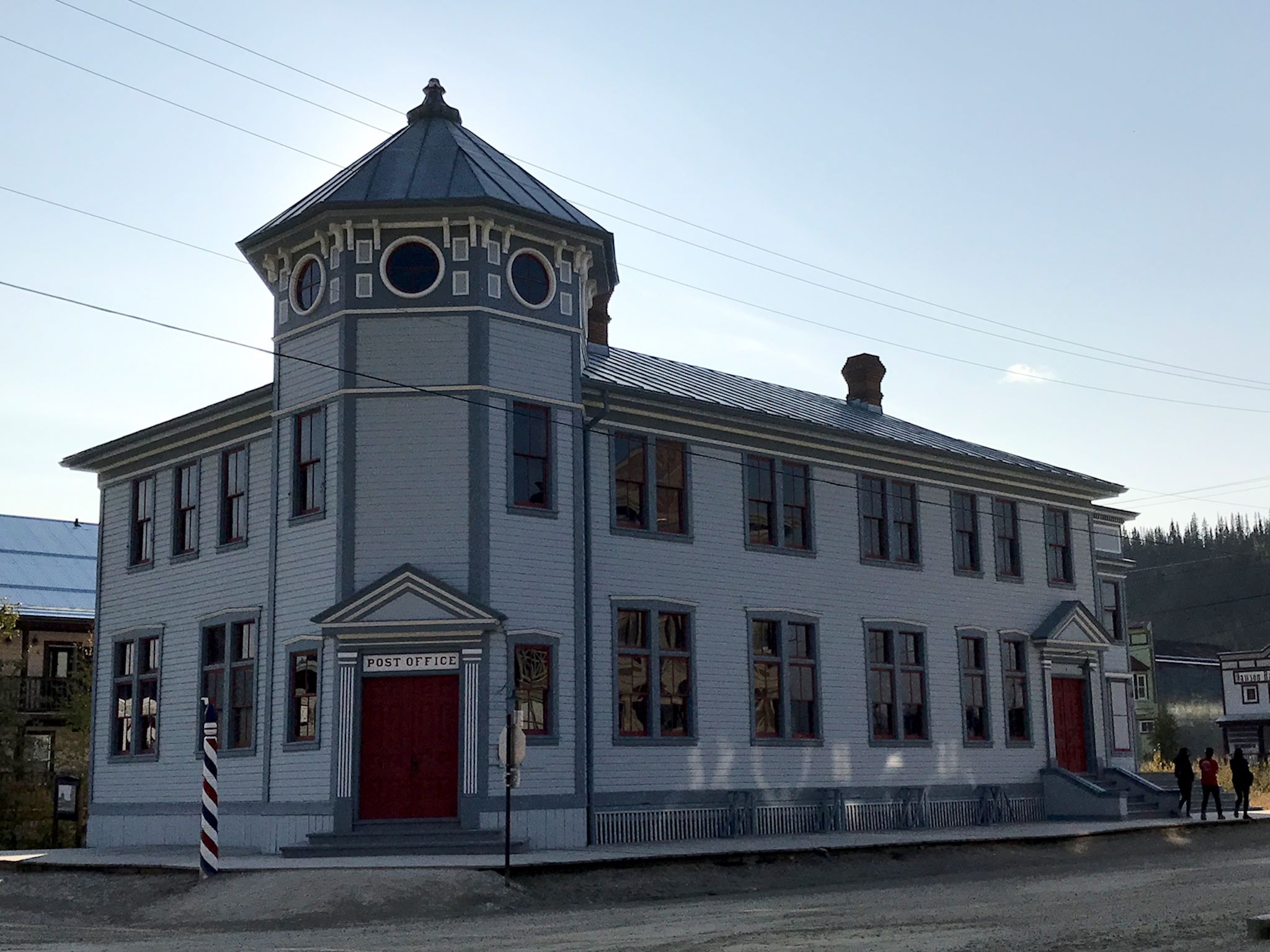
Oficina Postal en Dawson City construida en 1901

Los misioneros anglicanos y católicos siguieron la estela del comercio de pieles, siendo digno de mención William Carpenter Bompas, que se convirtió en el primer obispo anglicano del Yukón. Por su parte, los misioneros católicos pertenecían a la orden de los Oblatos de María Inmaculada, aún presente en el territorio.
En 1859, Robert Kennicott emprendió una expedición para recolectar especímenes de historia natural en los valles del hoy llamado río Mackenzie y del río Yukón, y en la tundra ártica. Kenicott adquirió popularidad entre los traficantes de la Compañía de la Bahía de Hudson, y los incentivó a buscar especímenes de historia natural y objetos manufacturados por las Primeras Naciones y a enviar lo recabado al Instituto Smithsoniano. En 1865, se organizó la Expedición del Telégrafo de Western Union, con el fin de encontrar alguna ruta posible para establecer una línea de telégrafo entre Norteamérica y Rusia a través del mar de Bering. Kennicott fue el jefe científico de la expedición, y entre el grupo de naturalistas que la integraban se encontraba W. H. Dall. Lamentablemente, Kennicott falleció de un ataque cardíaco cuando remontaba el río Yukón. Sin embargo, sus esfuerzos dieron a conocer al mundo este territorio canadiense.

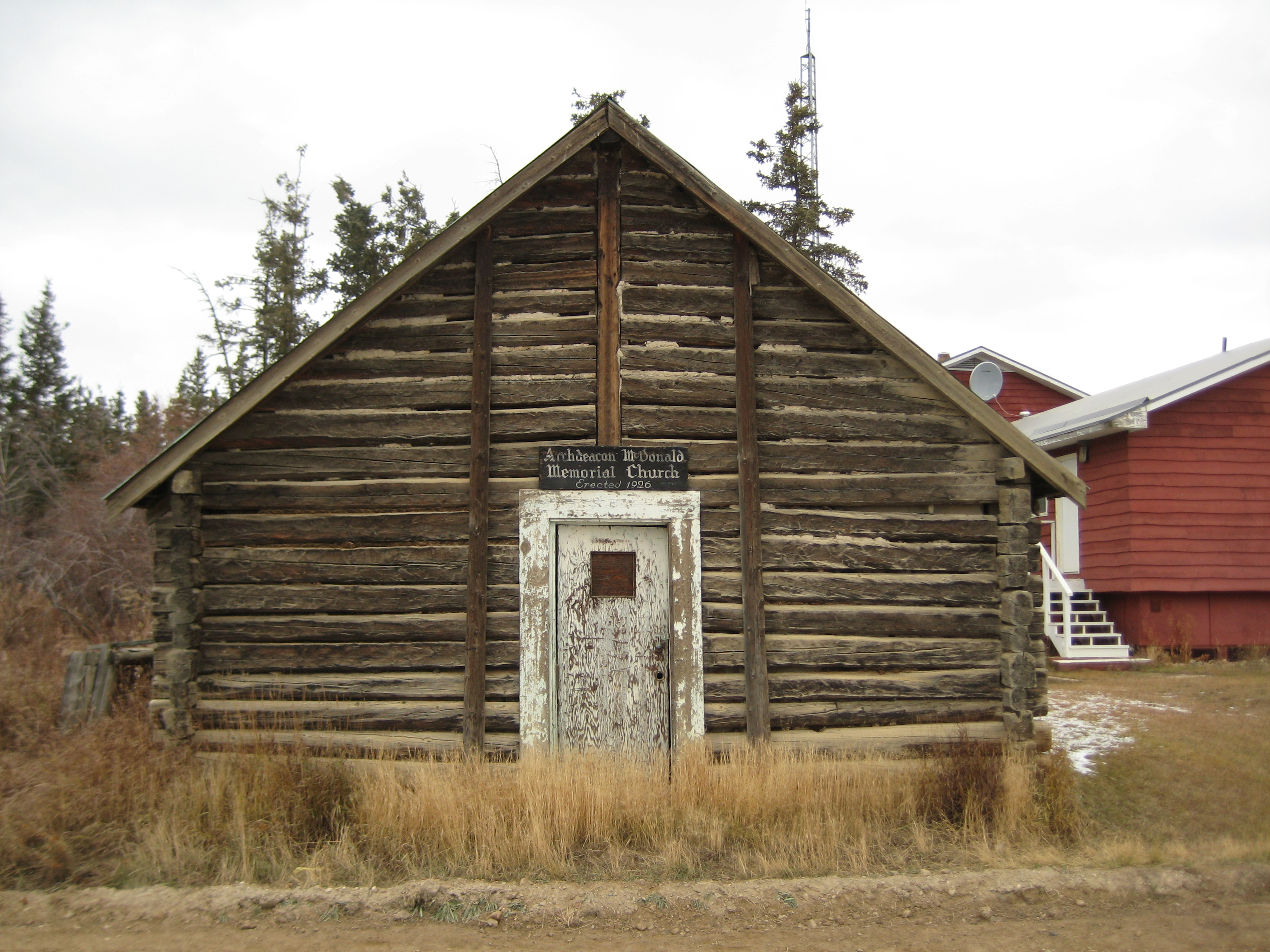
Iglesia Memorial del Archidiácono McDonald construida en 1926 en Old Crow, Yukon

A pesar de los rumores sobre la presunta presencia de oro en la región yukoniana, no se procedió a grandes investigaciones. Tras la compra de Alaska por parte del gobierno de Estados Unidos y el consecuente abandono de Rampart House, los comerciantes de la Compañía Comercial de Alaska empezaron a trabajar en el curso superior del río Yukón. Tres mineros —Alfred Mayo, Jack McQuesten y Arthur Harper— habiendo oído de estos rumores, se unieron a los trabajos de la compañía, si bien su principal interés radicaba en la búsqueda de oro. En 1874, Mayo y McQuesten fundaron Fort Reliance, a unos kilómetros río abajo de lo que sería más tarde Dawson City. Otros mineros y buscadores se adhirieron pronto a la empresa, y se encontró oro en muchas áreas, aunque raramente en cantidades suficientes como para que supusiera un buen negocio. Hacia 1885, una buena cantidad de este metal fue hallada en el río Stewart, y McQuesten logró convencer a la compañía de que empleara a los mineros en lugar de centrar su actividad en el comercio de pieles. Al año siguiente, se encontraron cantidades rentables de oro en bruto en el río Fortymile, y se fundó un nuevo puesto comercial, llamado también Fortymile, en la confluencia de este río con el Yukón.

Paralelamente, el Ejército de los Estados Unidos envió al teniente Frederick Schwatka para reconocer el río Yukón para el ejército estadounidense. Atravesando el Paso de Chilkoot, la expedición construyó balsas y navegó por el Yukón hasta su estuario en el mar de Bering, dando nombre a muchas zonas geográficas durante ese tramo. La expedición de Schwatka alarmó al gobierno canadiense, que envió a su propio grupo de expedicionarios al mando de George Mercer Dawson en 1887. William Ogilvie, un agrimensor que saltaría a la fama durante la fiebre del oro de Klondike, midió los terrenos para fijar con precisión la frontera natural con Alaska.

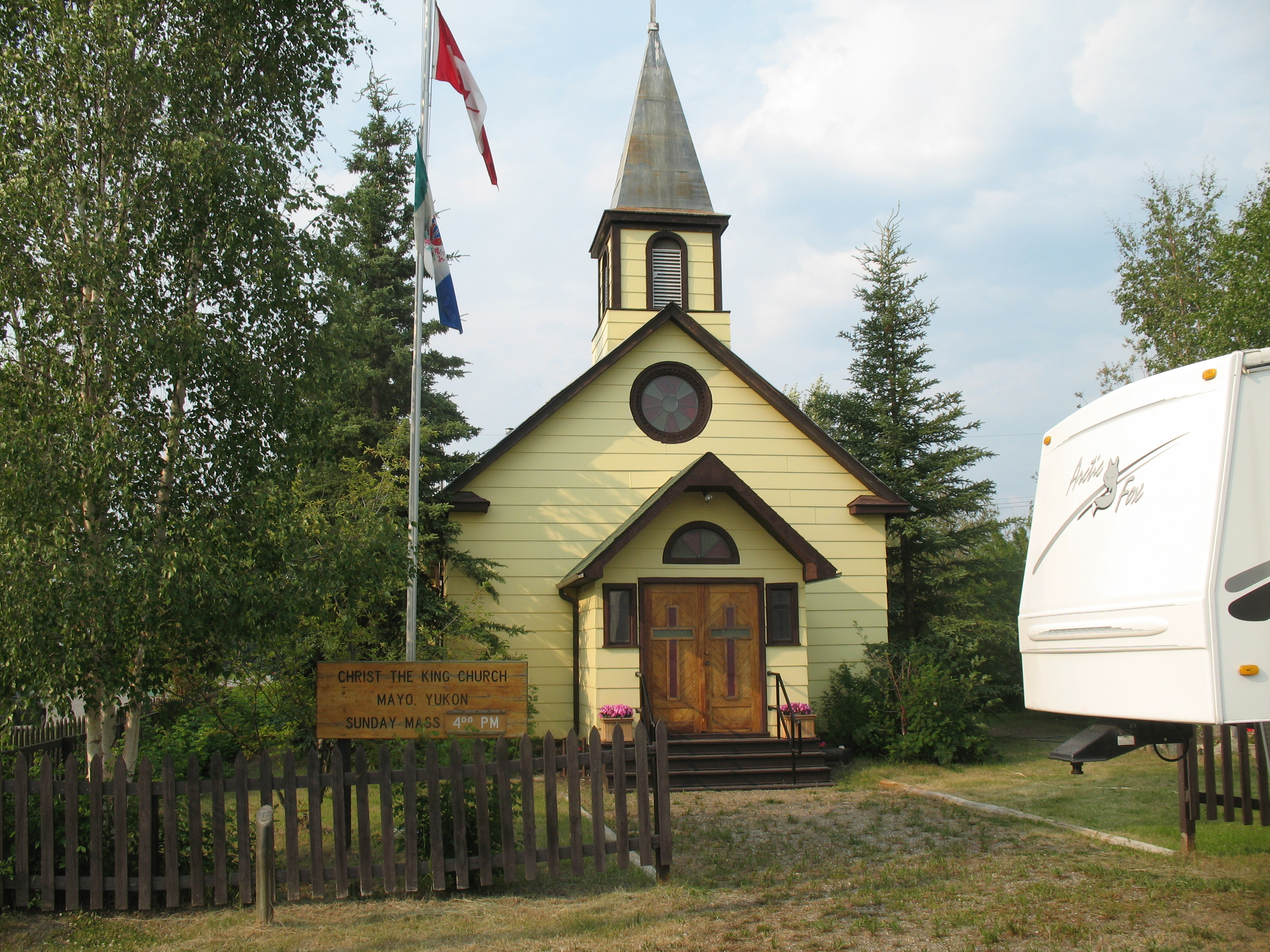
Iglesia de Cristo Rey en Mayo, terminada en 1935

En 1894, preocupado por la afluencia de mineros estadounidenses y el tráfico de licor, el gobierno canadiense encargó al inspector Charles Constantine de la Policía montada del Canadá investigar las condiciones bajo las que se encontraba el distrito del Yukón. Constantine declaró que se acercaba una fiebre del oro y reclamó, de forma urgente, la presencia de una fuerza policial que fuera capaz de controlar la zona. Un año después, regresó al Yukón en compañía de 20 hombres que se encontraban allí cuando comenzó la Fiebre del oro de Klondike, en 1897.

### Fiebre del oro de Klondike

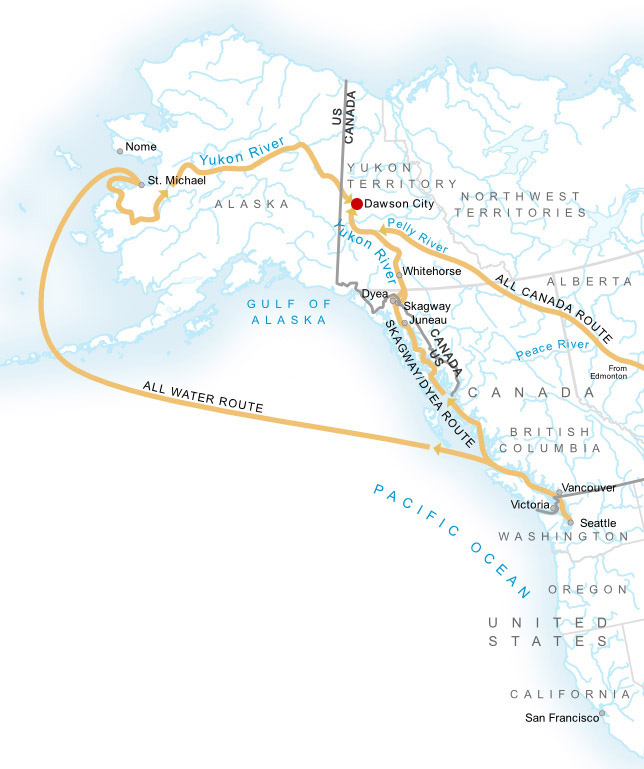
Las rutas de Klondike.

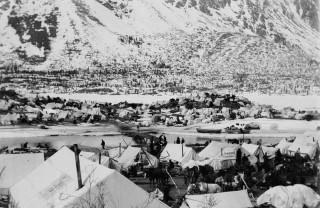
Campamento en Klondike.

La Fiebre del oro de Klondike constituye un hecho crucial en la historia del Yukón. Un grupo comandado por Skookum Jim Mason descubrió oro en un afluente del río Klondike en agosto de 1896. Entre 30.000 y 40.000 personas desafiaron un sinfín de dificultades para alcanzar el yacimiento de oro de Klondike en el otoño, invierno y la primavera de 1897-1898, después de que el hallazgo se hiciera oficial en 1897. Con la afluencia de inmigrantes estadounidenses, el gobierno canadiense decidió crear un territorio separado para controlar mejor la situación. En 1901, tras el regreso de muchos a sus hogares, el censo arrojaba una población de 27.219 habitantes, una cifra que no volvería a alcanzarse hasta 1991. La masiva afluencia de inmigrantes en la región estimuló la exploración minera en otras partes del Yukón y propició dos "fiebres del oro" de menor importancia en Atlin (Columbia Británica) y Nome (Alaska), así como varias pequeñas incursiones. La necesidad de transporte hacia los campos de oro llevó a la construcción del ferrocarril de White Pass y Yukón.
El escritor estadounidense Jack London reflejó la vida de los buscadores de oro en varias de sus novelas y relatos. Fue seducido, como tantos otros, por la idea de hacerse rico en poco tiempo, pero después de pasar varios meses allí enfermó de escorbuto y regresó con las manos vacías. Algunos de sus mejores cuentos ambientados en la dura vida del Norte son La hoguera (To buil a fire, 1908), El silencio blanco (The white silence, 1899), El filón de oro (All gold canyon, 1905), El amor a la vida (Love of life, 1905), y las novelas La llamada de la selva y Colmillo Blanco.

### SigloXX
Al término de la fiebre de oro, la población del territorio declinó rápidamente, alcanzando un mínimo de 4157 en 1921 y permaneciendo bastante estable hasta los años 1940. Esto a pesar del desarrollo de otras áreas mineras, incluyendo yacimientos de plata en Conrad y especialmente en mayo, de oro en la región del lago Kluane, y de cobre cerca de Whitehorse. En Klondike, los derechos de varios mineros particulares fueron adquiridos y consolidados, con apoyo del gobierno, por un reducido número de compañías, entre ellas la Yukon Gold Corporation de Solomon R. Guggenheim, que utilizaba dragas flotantes. La Yukon Consolidated Gold Company («Compañía del Oro Consolidada del Yukón») continuó dragando en busca de oro hasta la década de 1960, disfrutando de un breve período de prosperidad durante los años 1930 con la subida del precio del oro.
Hacia 1920 el consejo territorial electo había quedado reducido a tres miembros, y Yukón pasó a ser gobernado por un Comisionado del Oro, funcionario federal dependiente del Ministerio del Interior de Canadá.
El siguiente hecho importante en la historia del Yukón fue la construcción, durante la Segunda Guerra Mundial, de la autopista Alaska, la cual, tras su renovación llevada a cabo por el gobierno canadiense a fines de la década de 1940, abrió el territorio al tráfico por carretera. La guerra también fue testigo de la construcción de varios aeródromos como parte de la plataforma de la ruta del Noroeste. No obstante, la afluencia de trabajadores para las obras de la autovía del sur tuvo efectos devastadores para algunas de las Primeras Naciones, que sufrieron un gran número de muertes al verse expuestas a enfermedades a las que no eran inmunes.

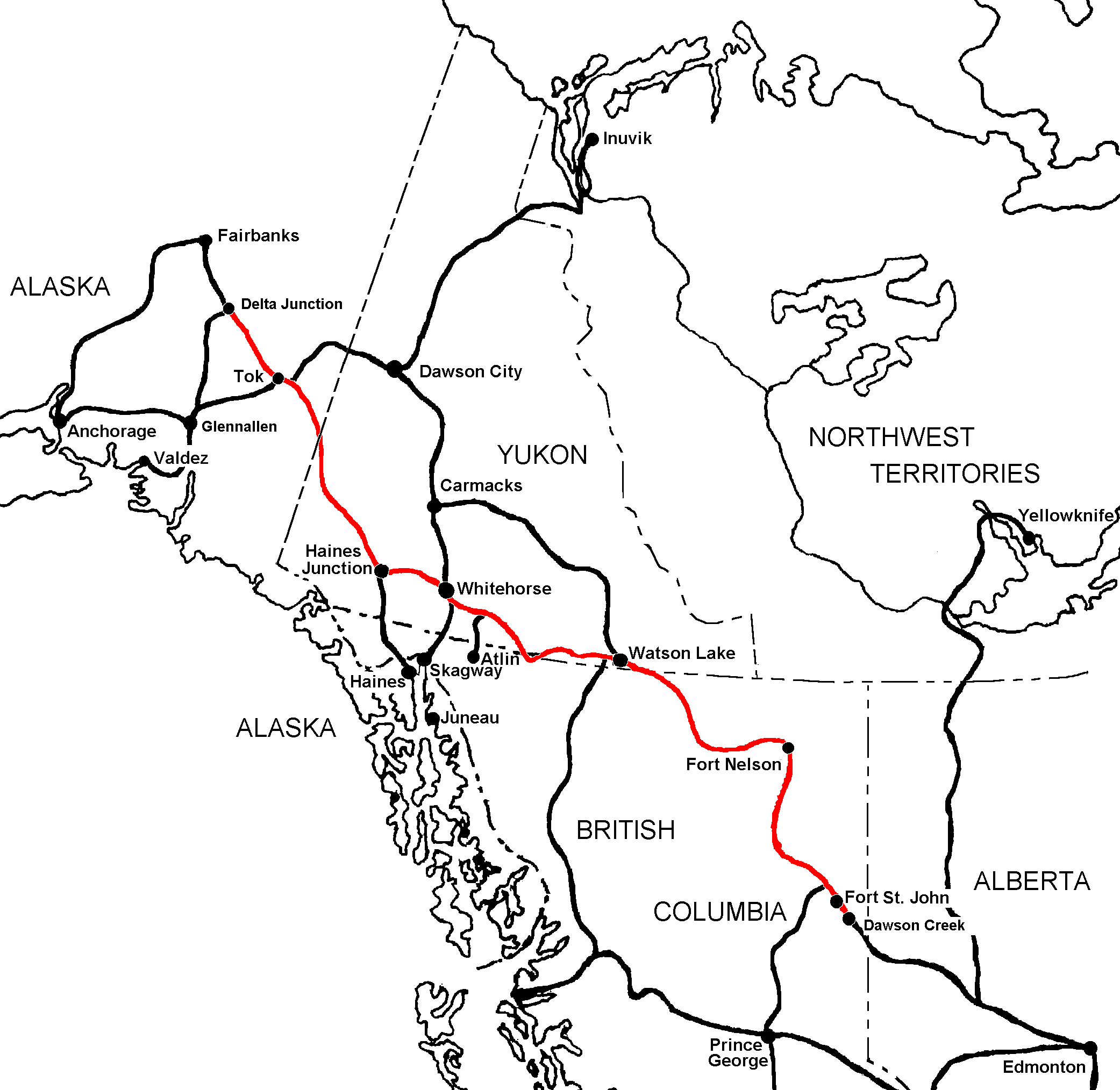
La autopista Alaska (Alaska Highway).

En las décadas de 1950 y 1960 se construyeron otras autopistas, lo que tuvo como consecuencia la decadencia y consecuente desaparición de los barcos fluviales, que habían sido hasta entonces el principal medio de transporte en la zona. En la segunda mitad del siglo XX, la White Pass & Yukon Route (Ruta de White Pass y Yukón) inició los fletes de transporte intermodal en contenedores. La minería también resucitó, incluyendo la explotación de cobre en Whitehorse, plata y plomo en Keno City y Elsa, y asbesto en Clinton Creek. La mayor mina de zinc a cielo abierto de todo el mundo se abrió en Faro a comienzos de los años 1970. La minería del oro regresó a Klondike y a otras zonas con la importante subida de los precios de este metal en los años 1970.

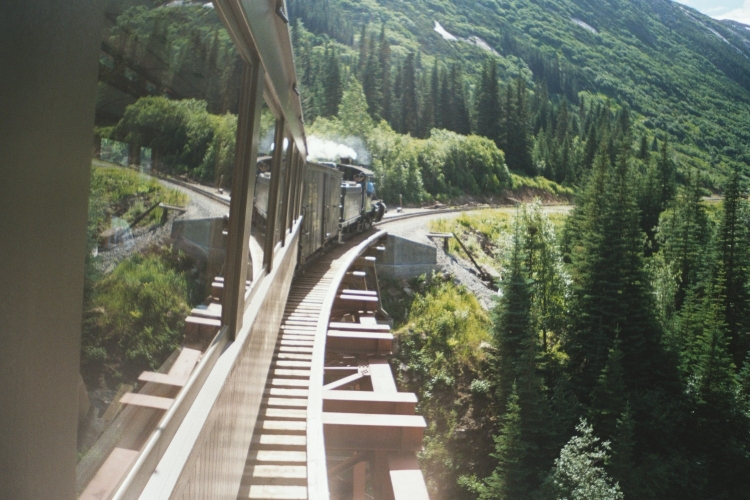
Curva del White Pass.

Entre las décadas de 1980 y 1990, la minería decayó y el papel del gobierno aumentó considerablemente, con transferencias económicas que fueron incrementando su importancia. En 1978, se consiguió establecer un gobierno responsable y partidos políticos que lo sustentaran. Por otro lado, las Primeras Naciones comenzaron a organizarse e iniciaron negociaciones para hacer valer sus derechos territoriales, que culminaron con la firma del Umbrella Final Agreement (Acuerdo Final de Umbrella) en 1992. Aunque la mayoría de las Primeras Naciones firmaron acuerdos, sus reivindicaciones territoriales y de autogobierno continúan en la actualidad. Las Primeras Naciones son consideradas actualmente un cuarto nivel de gobierno, y la naturaleza específica de las relaciones intergubernamentales es un aspecto en el que se sigue trabajando.

## Geografía

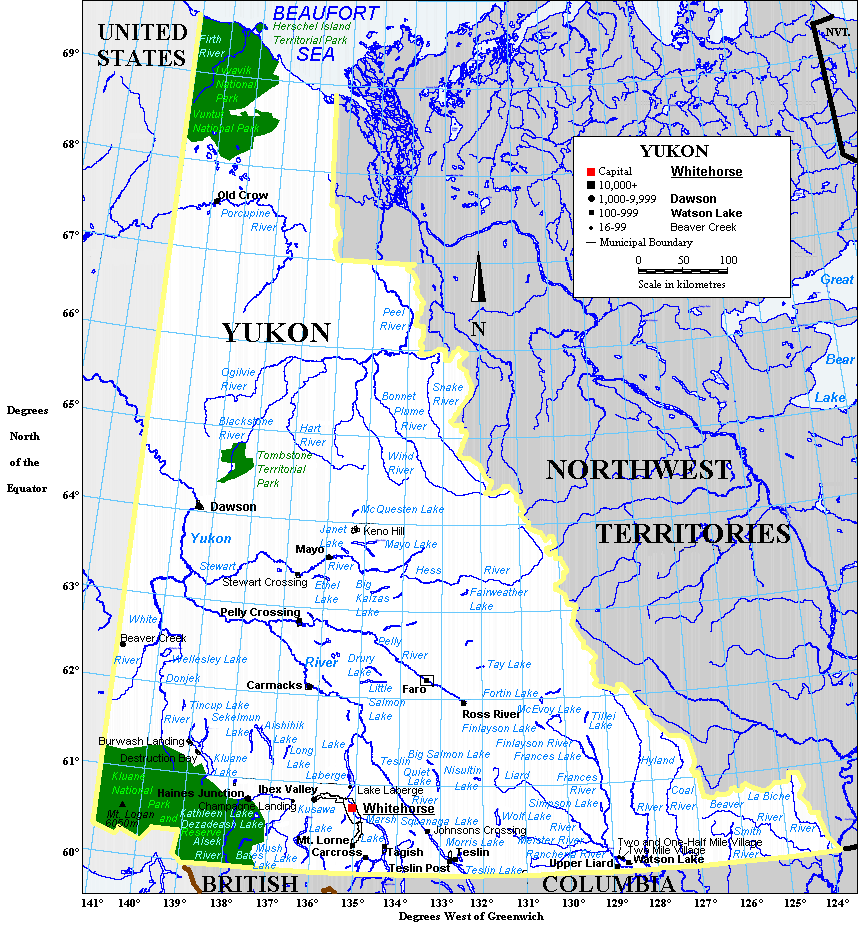
Mapa del Yukón, sus límites y accidentes geográficos.

El territorio del Yukón se localiza en el extremo noroeste de Canadá. Escasamente poblado, destaca por su paisaje natural de lagos de hielo derretido y montañas perennemente nevadas, entre las que se encuentran muchas de las más altas de Canadá. El clima es ártico, subártico y muy seco, con largos inviernos y breves veranos. Sin embargo, las prolongadas horas de sol en el estío son suficientes para el florecimiento de brotes y frutos comestibles. La mayor parte del territorio se encuentra cubierta de bosques y matorrales boreales, siendo la tundra el tipo más común de paisaje solo en el extremo septentrional y sobre elevaciones altas. El campo de hielo no polar más grande del mundo, el Kluane, se sitúa mayoritariamente en el Yukón.
La región yukoniana posee una forma similar a la de un triángulo rectángulo, limitando con el estado de Alaska al oeste, con los Territorios del Noroeste al este, y con la provincia de Columbia Británica al sur. Comprende una superficie aproximada de 482 443 km², de los cuales 474 391 km² son tierra y 8052 km², agua.
El Yukón está delimitado por el paralelo 60° de latitud en el sur. Su costa norte se halla sobre el mar de Beaufort, y su ribera occidental se circunscribe a los 141 grados oeste de longitud. Por el norte del territorio atraviesa el círculo polar ártico.
Su límite este (algo desparejo) sigue la división del curso fluvial que subyace entre la cuenca del río Yukón y el estuario del Mackenzie hasta la cadena montañosa del mismo nombre. La totalidad del Yukón se ubica al oeste de Vancouver, por lo que alberga a las comunidades más occidentales de Canadá.

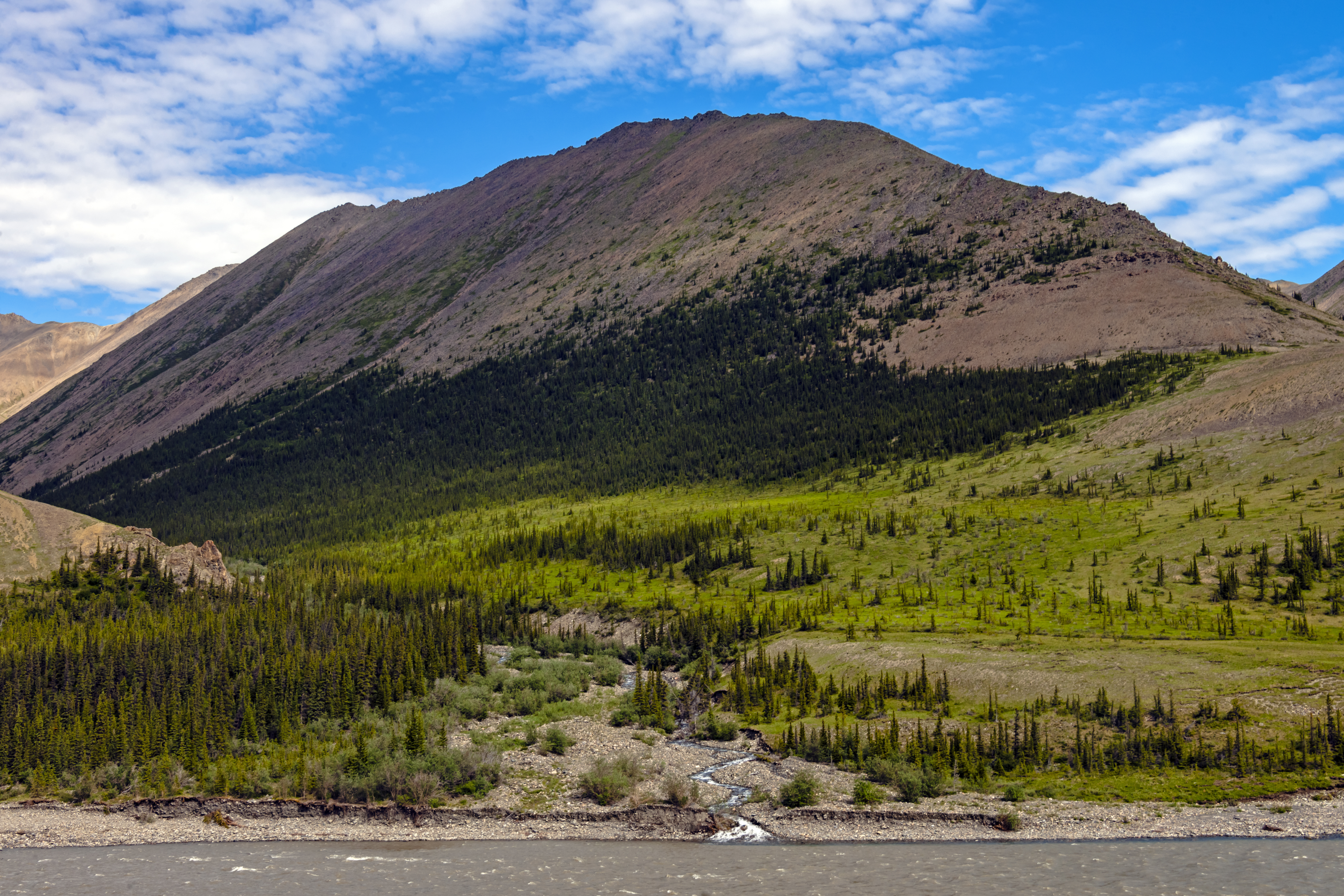
Uno de los innumerables valles de Yukón

### Orografía
Excepto por la llanura costera del mar de Beaufort (océano Ártico), el resto del territorio forma parte de las Montañas Rocosas. El terreno incluye cadenas montañosas, mesetas y valles fluviales.
El suroeste se encuentra dominado por los campos nevados de Kluane (Kluane National Park and Reserve). Las montañas de Saint Elias, también en esta zona, representan a cinco de las más altas elevaciones canadienses. Un buen número de glaciares emergen de estos campos, entre los que destacan el Logan, el Hubbard y el Kaskawulsh.

Asimismo, el permafrost es muy frecuente, sobre todo en el norte y en el centro (donde se halla más extendido). El sur, en cambio, carece de grandes concentraciones de este fenómeno, solo viéndose en escarchas heladas bastante aisladas.

Paisaje en Snag Junction, Yukón.

Dos grandes fallas, la de Denali y la de Tintina, han sido las responsables de la creación de vastos valles denominados trincheras: Shakwak y Tintina. La primera separa a las cordilleras de Kluane de otras montañas del norte. Tanto la vía de Haines como la de Alaska, en el punto septentrional de la intersección Haines, fueron construidas sobre esta trinchera. La de Tintina rodea al Yukón de noroeste a sureste, y sus orillas son ricas en depósitos minerales, como los yacimientos de oro de Klondike o los de plomo y zinc cercanos a Faro.

#### Cordilleras
Las montañas de Saint Elias forman parte del relieve costero que se extiende desde el sur de la Columbia Británica hasta Alaska, abarcando al sureste del Yukón. Mientras que éstas son las más elevadas, existe otra buena cantidad de montes como, por ejemplo, las Montañas Británicas bien al norte, que componen la cordillera de Brooks; las Montañas Mackenzie y Richardson al este; las de Cassiar al sureste; las de Pelly en el centro; y las Montañas Ogilvie en el Yukón nórdico, pasando Dawson City por la vía de Dempster.
Las cordilleras del Yukón incluyen:

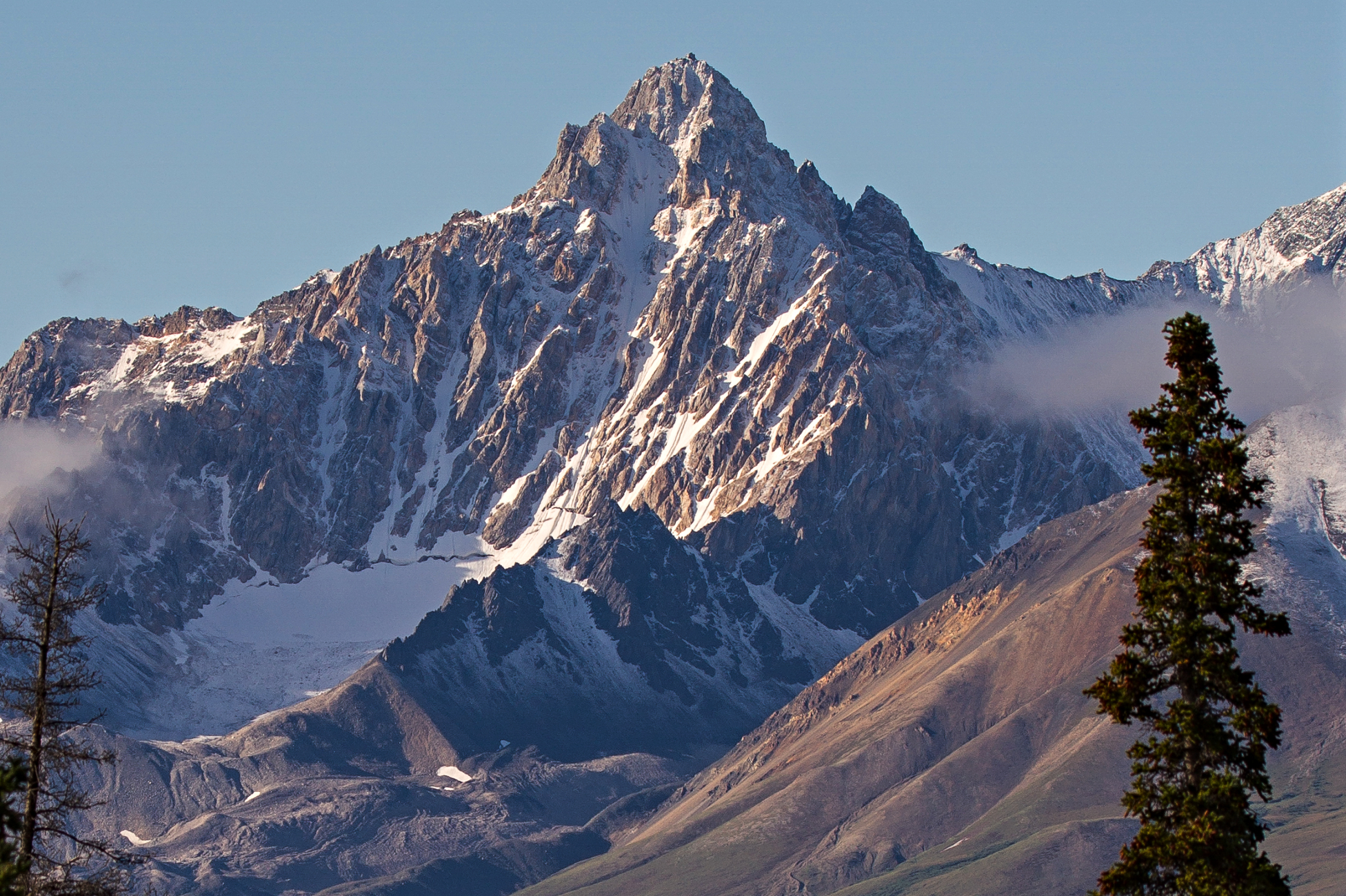
Monte Decoeli

- Monte DecoeliCordillera de Brooks (principalmente en el norte de Alaska)
  - British Mountains,[23] [24]Yukón
- Cassiar Mountains, Columbia Británica y Yukón
- Dawson Range
- Mackenzie Mountains,[25][26] Territorios del Noroeste y Yukón
  - Logan Mountains, Yukón
  - Richardson Mountains,[27][28] Yukón
  - Selwyn Mountains, Yukón
    - Hess Mountains, Yukón
    - Nadaleen Range, Yukón
    - Bonnet Plume Range, Yukón
    - Wernecke Mountains, Yukón
    - Knorr Range, Yukón
- Miners Range[29][30]
- Nisling Range
- Ogilvie Mountains, Yukón
- Cordillera del Pacífico, de México hasta Alaska
  - Coast Mountains, también en Columbia Británica y en Alaska Panhandle
  - Saint Elias Mountains, sur de Alaska, Yukón y Columbia Británica
    - Kluane Ranges, Yukón
- Pelly Mountains,[31][32] Yukón
  - Anvil Range
  - Big Salmon Range
  - Glenyon Range
  - St. Cyr Range
- Ruby Range

#### Puntos más elevados

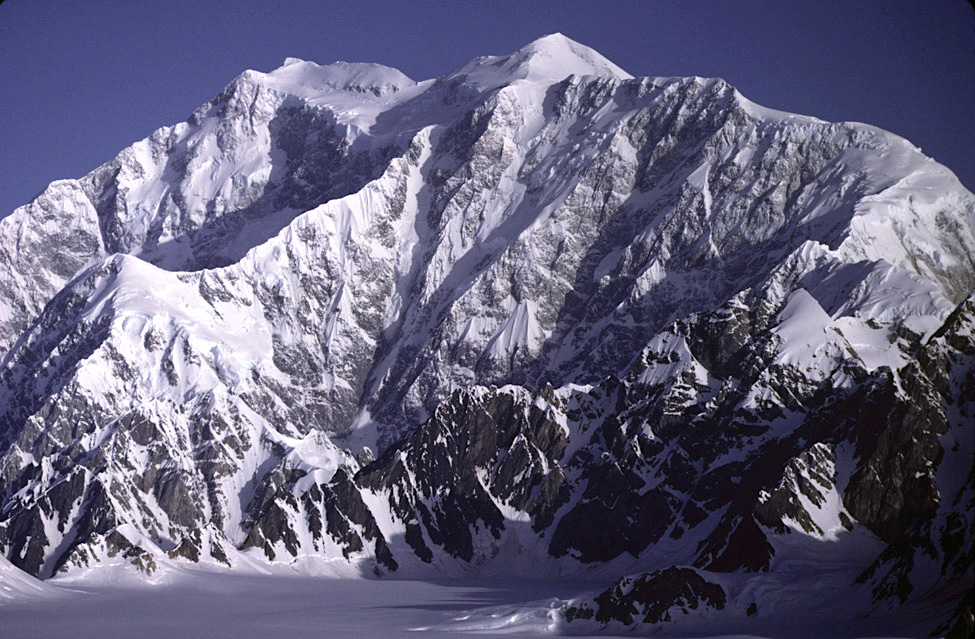
Monte Logan (5959).

| Montaña           | Altura (metros) | Puesto                           |
| ----------------- | --------------- | -------------------------------- |
| Mount Logan       | 5959            | La más alta de Canadá            |
| Mount Saint Elias | 5489            | N.º 2 en Canadá y Estados Unidos |
| Mount Lucania     | 5226            | N.º 3 en Canadá                  |
| King Peak         | 5173            | N.º 4 en Canadá                  |
| Mount Steele      | 5073            | N.º 5 en Canadá                  |
| Mount Wood        | 4842            | N.º 7 en Canadá                  |
| Mount Vancouver   | 4812            | N.º 8 en Canadá                  |
| Mount Slaggard    | 4742            | N.º 10 en Canadá                 |
| Mount Macaulay    | 4690            |                                  |
| Mount Hubbard     | 4577            |                                  |
| Mount Walsh       | 4507            |                                  |
| Mount Alverstone  | 4439            |                                  |
| McArthur Peak     | 4389            |                                  |
| Mount Augusta     | 4289            |                                  |

### Hidrografía

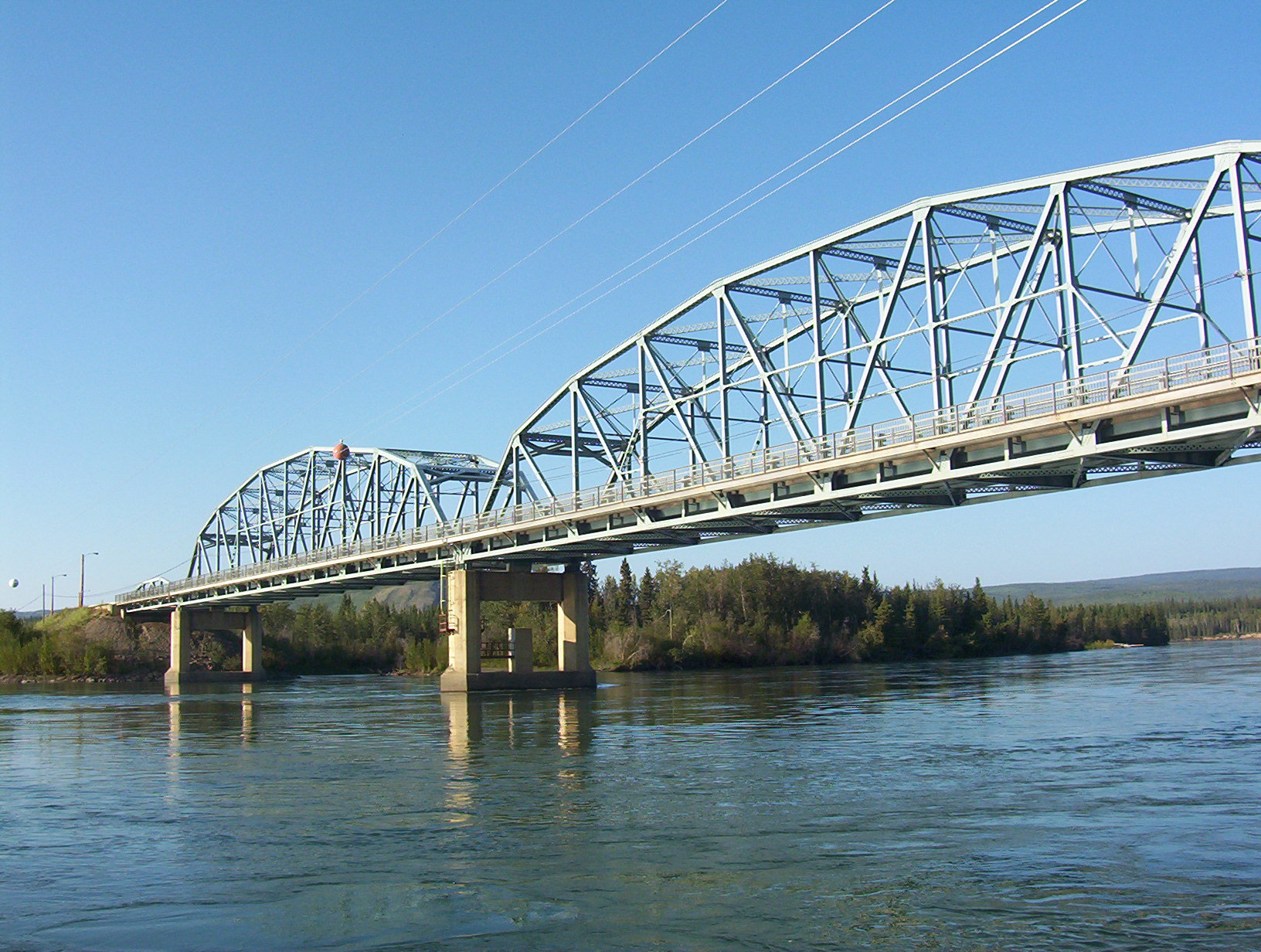
Puente sobre el río Yukón, en Carmacks (Yukón), Canadá.

La mayor parte del territorio se encuentra en la cuenca del río homónimo, que desemboca en el Mar de Bering. El sur del Yukón es abundante en lagos glaciares, angostos y alpinos, que fluyen, en gran medida, hacia el sistema del Yukón. Los más grandes son: Teslin, Atlin, Tagish, Marsh, Laberge, Kusawa, y Kluane. El lago Bennett, donde se dio la fiebre del oro, es de menor tamaño y muere en el Tagish.
Otra gama de ríos y riachuelos desembocan en el océano Pacífico o directa o indirectamente en el Ártico. El drenaje del Alsek-Tatshenshini sigue su curso hacia el Pacífico desde el suroeste territorial, y los dos ríos principales del Yukón, el Liard y el Peel, fluyen hacia el Mackenzie y terminan en los Territorios del Noroeste (sureste y noreste respectivamente).

### Clima

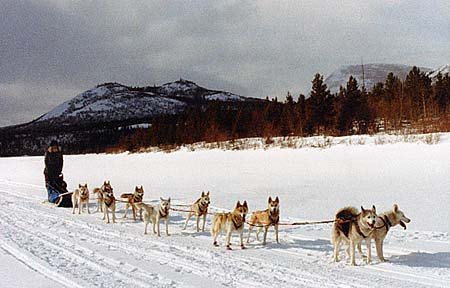
Perros seppala, medio de transporte alternativo frente al duro invierno del Yukón.

El clima predominante es el subártico, caracterizado por inviernos profundos y breves veranos templados. La pista de aterrizaje de Snag, 25 kilómetros al este de Beaver Creek, sobre la frontera con Alaska, experimentó la temperatura más baja registrada en la historia de Norteamérica, -63 °C el 3 de febrero de 1947. La costa del océano Ártico posee un clima polar. El promedio yukoniano es el de una constante seca, de pocas precipitaciones, y ligeramente húmedo en el sureste. Las lluvias son más abundantes en las montañas, y el hielo comienza a derretirse en verano, propiciando las caídas intensas de agua en los meses de julio y agosto.
| Zona                  | Promedio anual | Promedio diario alto en julio | Promedio diario bajo en enero | Promedio de nevadas | Promedio de precipitaciones |
| --------------------- | -------------- | ----------------------------- | ----------------------------- | ------------------- | --------------------------- |
| Norte (Old Crow)      | -11,0 °C       | 18 °C                         | -39 °C                        | 129 cm              | 144 mm                      |
| Central (Dawson City) | -6,8 °C        | 21 °C                         | -34 °C                        | 160 cm              | 200 mm                      |
| Sur (Whitehorse)      | -3,7 °C        | 23 °C                         | -22 °C                        | 145 cm              | 163 mm                      |
| Sureste (Watson Lake) | -2,6 °C        | 20 °C                         | -29 °C                        | 197 cm              | 255 mm                      |

Fuente: Environment Canada, Temperaturas normales promedio de Canadá 1971-2000 

## Ecología

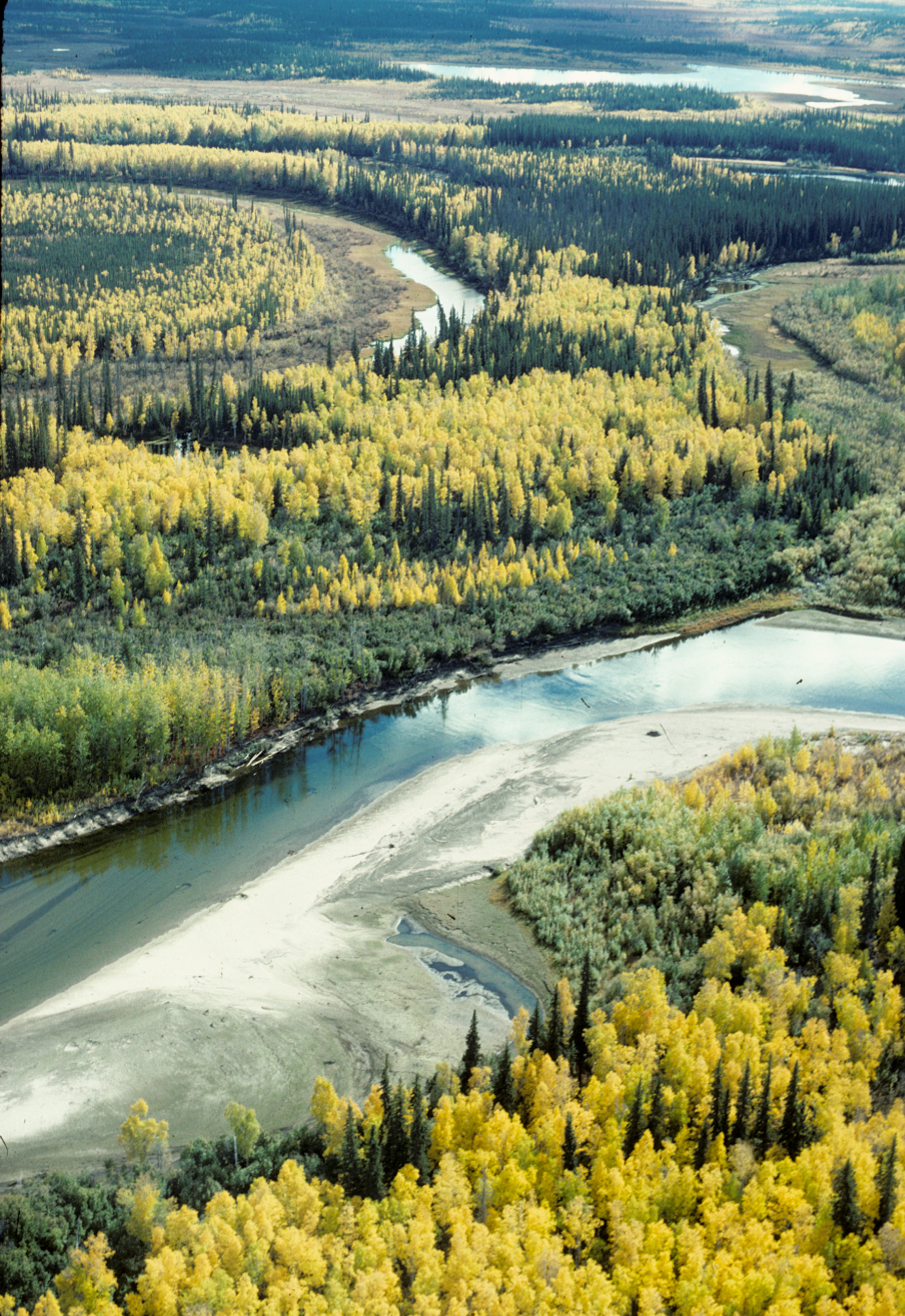
Bosque de Taiga, en la llanura.

La tundra predomina en casi todo el Yukón. De acuerdo con las definiciones de la ecozona de Environment Canada, el sur y centro del territorio representan la "Ecozona de la Cordillera Boreal", mientras que el bosque del norte constituye la "Ecozona de la Cordillera de Taiga". El sector del río Peel en el noreste forma parte de la llanura taigana, y el litoral ártico, de la "Ecozona del Ártico meridional".

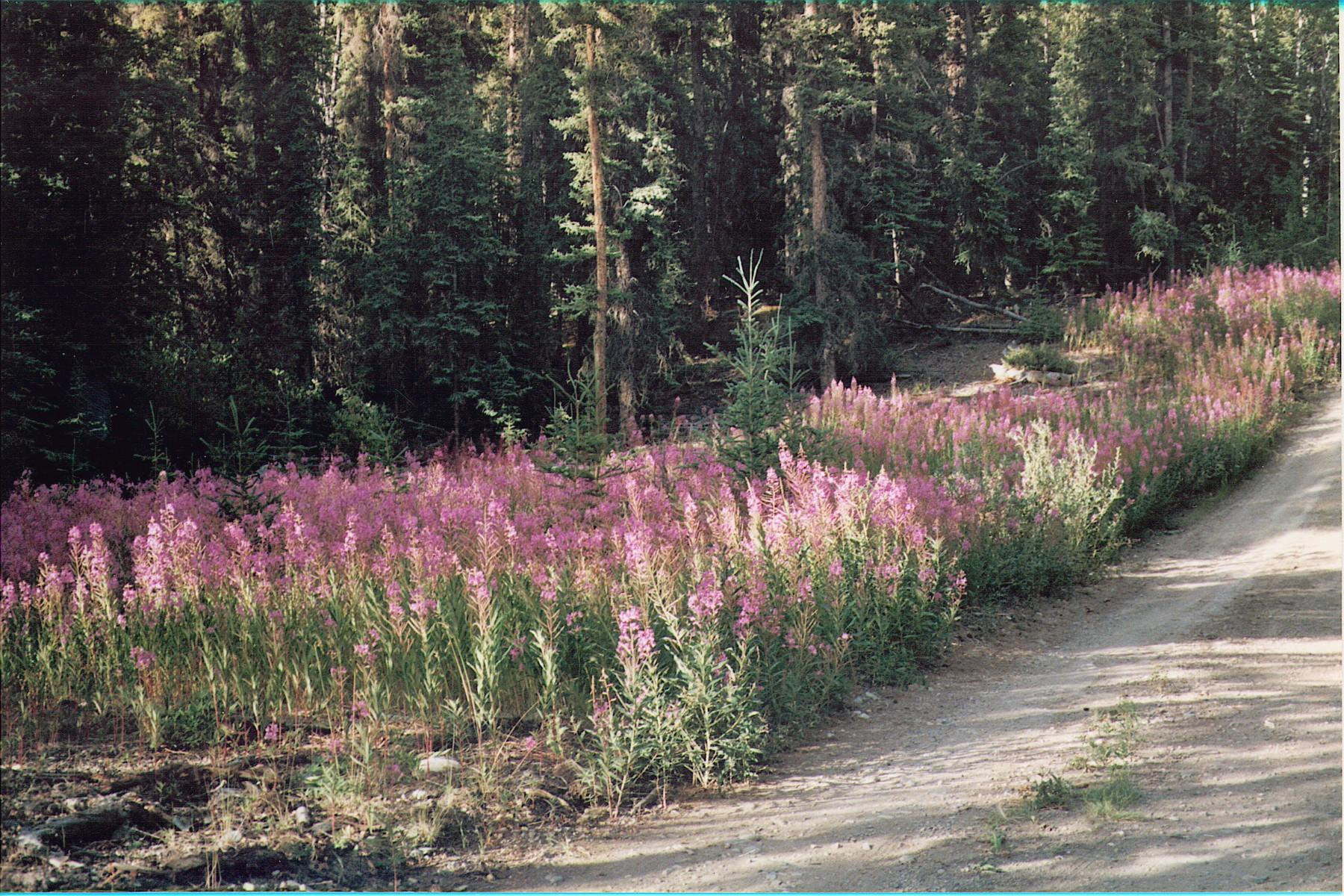
Hierba de fuego Epilobium angustifolium, la flor territorial del Yukón, y pícea blanca (Picea glauca) en el sur, próximo a la Vía de Klondike.

### Flora
La pícea negra (Picea mariana) y la blanca (Picea glauca), el aspa (Populus tremuloides) y el álamo balsámico (Populus balsamifera) están presentes a lo largo de todo el territorio. Aunque poco común, el abedul de Alaska (Betula neoalaskana) puede encontrarse también en el panorama vegetal del Yukón. Una variedad de conífera (Pinus contorta) alcanza su extremo septentrional y central-meridional, mientras que el tamarack (Larix laricina) se remonta al sureste, y el abeto subalpino (Abies lasiocarpa) a las elevadas alturas de la región sur.

### Fauna
Los mamíferos más grandes son: el caribú (Rangifer tarandus, de baldío y de bosque), el alce (Alces alces), el lobo (Canis lupus), el oso pardo (Ursus arctos horribilis) y el oso negro americano (Ursus americanus). En la altura se pueden ver ovejas (Ovis dalli) y, en sur, a la cabra de las Rocosas (Oreamnos americanus). Los osos polares (Ursus maritimus) se adentran en la costa ártica. El ciervo mulo (Odocoileus hermionus) y su predador, el puma (Puma concolor), se han vuelto muy populares en el sur, y los coyotes (Canis latrans) han ganado terreno en el norte. El uapití y el bisonte fueron introducidos tardíamente.
Hay un gran número de roedores, incluyendo ardillas, ardillas de tierra, lemmings, pikas, castores, varias ratas de campo, puercoespines, ratas almizcleras, etc. Los mustélidos son también muy representativos: glotón (Gulo gulo), marta (Martes americana), mustela erminea (Mustela erminea), comadreja (Mustela nivalis), visón americano (Mustela vison), y nutria de río (Lontra canadensis). Otros pequeños carnívoros son: el lince canadiense (Lynx canadensis), topo norteamericano (Scalopus aquaticus), el zorro rojo (Vulpes vulpes) y el zorro polar (Alopex lagopus) en el litoral norteño.

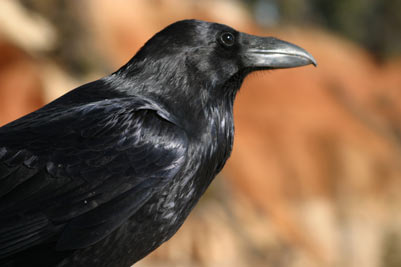
Grajilla (o cuervo) común.

Más de 250 especies de aves sobrevuelan el Yukón. El cuervo grande (Corvus corax) es el ave más extendida. Entre otros pájaros autóctonos encontramos el águila calva (Haliaeetus leucocephalus), el águila real (Aquila chrysaetos), el halcón rústico (Falco rusticolus) y el halcón peregrino (Falco peregrinus), y cinco tipos de urogallo (de la pícea, azul, gorguera, ptarmigano, y el ptarmigano de cola blanca). Muchas aves migratorias se aparean y crían en el Yukón, como ocurre en el perímetro norte del Pacífico.
Además del burbot y el lucio norteño, muchos de los peces que habitan las aguas yukonianas son salmónidos. Cuatro especies de salmón viven en los ríos y cuencas del Yukón, y en los lagos del Pacífico. El río Yukón tiene la corriente de agua más fresca para el hábitat de cualquier salmón; el chinook nada río arriba unos 3000 kilómetros desde su boca en el Mar de Bering hasta Whitehorse, donde deposita sus huevas. También hay salmones sockeye y truchas arcoíris en lagunas interiores.
Los salvenilus se componen de truchas de lago, presentes en gran parte de las lagunas del Yukón, así como de truchas autóctonas (Dolly Varden, toro y del Ártico). El pez grisáceo polar es ubicuo, mientras que los lagos poseen varios corégonos e inconos.
No hay reptiles en el territorio. En cuanto a anfibios, se encuentran unas pocas ranas.

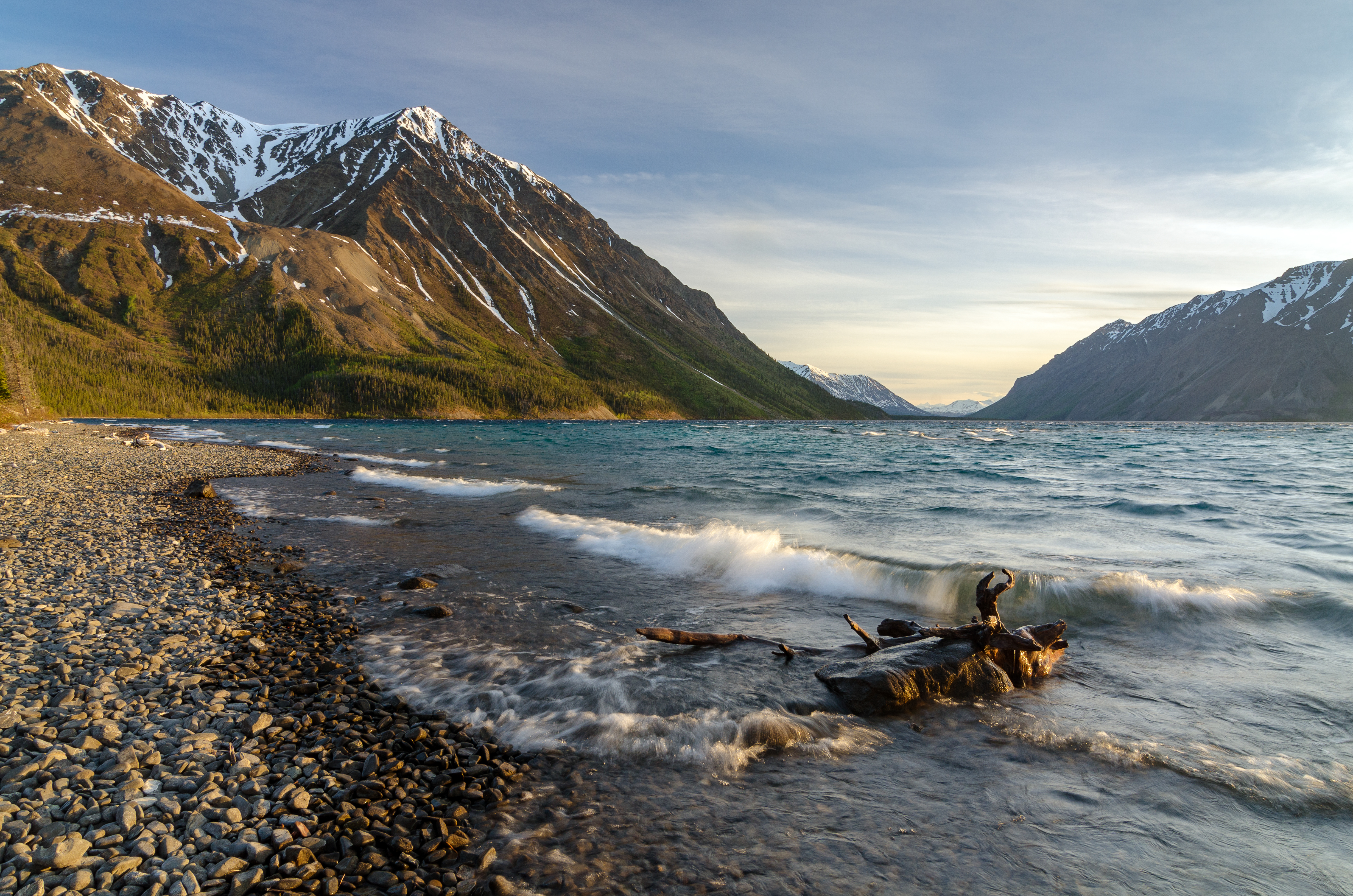
El Lago Kathleen

### Recursos naturales
El Yukón posee abundantes fuentes minerales, siendo la minería el principal pilar de su economía hasta hace poco tiempo. No en vano, el oro encontrado en Klondike provocó la fiebre de este metal en 1897. Actualmente se encuentra oro en muchos arroyos y ríos, habiendo industrias que se dedican a su explotación activa.
Otros minerales que se han hallado en mayor o menor medida son: cobre en la región de Whitehorse, plomo y zinc, en Faro, y estos dos últimos más algunos agregados de plata, en mayo y Kenik. Se ha descubierto además asbesto en Clinton Creek, y cobre, oro, y carbón en la zona de Carmacks. El yacimiento de tungsteno más grande del mundo se encuentra en Macmillan Pass, en las montañas Mackenzie, próximo a la frontera con los Territorios del Noroeste. Los minerales no metálicos incluyen al jade y a la baritina.

La venta de pieles había sido el sostén económico de las tribus de las Primeras Naciones, pero la baja de precios y el crecimiento de las críticas por parte del sector defensor de los animales terminaron por poner fin a dicha actividad.

Vista desde la Autopista de la Cima del Mundo, Yukón.

El Yukón dispone de tres centrales hidroeléctricas: una en Schwatka Lake, en Whitehorse, otra cerca de Mayo y una tercera en Aishihik Lake.
Mientras que los bosques predominan en el paisaje, la mayoría de los árboles son pequeños y de lento crecimiento a consecuencia del clima frío seco. Se practica la silvicultura a pequeña escala, siendo en el sur donde se perciben los aportes industriales más fructíferos debido a su ligera humedad. Sin embargo, la distancia que existe respecto al mercado y los elevados precios han resultado en una empresa poco provechosa.
Una pequeña cantidad de gas natural se produce en el sureste, si bien poco se ha explorado en otros puntos del territorio. Se cree que puede haber grandes reservas de gas en el área de Eagle Plains sobre la vía de Dempster Highway, y posiblemente en zonas allegadas a Whitehorse, pero, una vez más, la distancia desde el gasoducto ha obstaculizado la investigación.

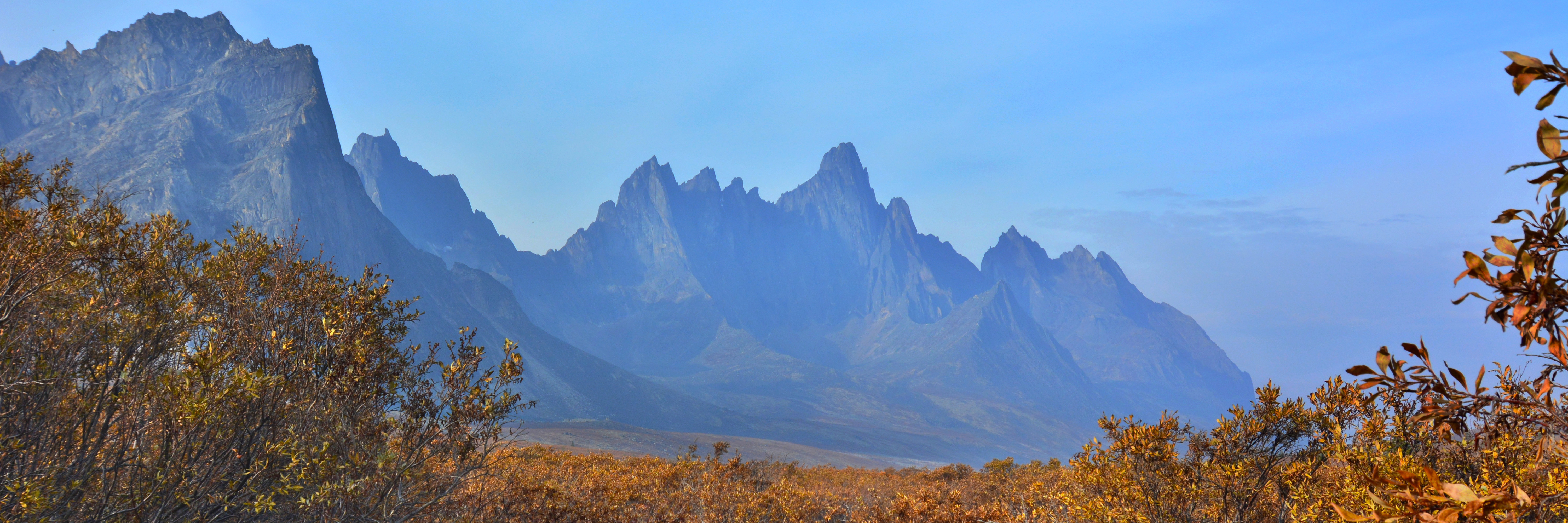
Parque territorial de Tombstone, Yukón

### Cuestiones ambientales
El calentamiento global está afectando más al norte que a cualquier otro punto del planeta, y el Yukón no es la excepción. Si bien es cierto que sus residentes recibirían con entusiasmo una buena temporada de calor, los efectos colaterales de tal fenómeno son desconocidos. La subida de las temperaturas incurriría en el aumento de la evaporación y en la sequía de un ambiente que es de por sí árido, provocando incendios forestales y reduciendo la productividad biológica de los bosques boreales, cuyo crecimiento se ve más limitado a la falta de humedad que a la de una temperatura favorable.

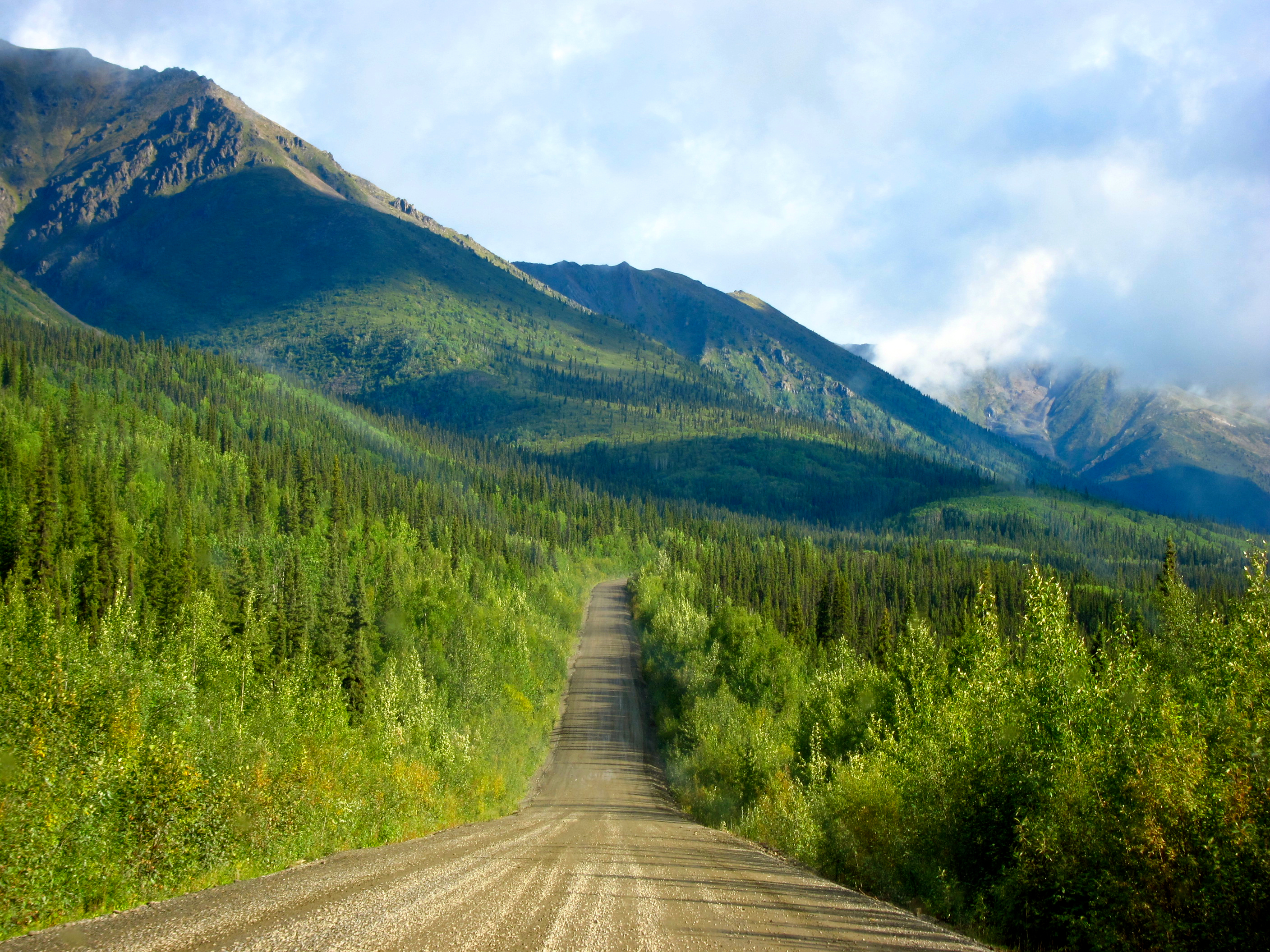
Yukón posee diversidad de áreas boscosas

El territorio es además el blanco de la contaminación proveniente de otros sectores del mundo, sobre todo de origen orgánico, por lo que el consumo de animales salvajes y de pescado ya no es aconsejable.
Localmente, la demanda minera y su correspondiente explotación son causantes de la aparición de ácido en los confines de su campo laboral, costando cientos de millones de dólares en reparos y limpieza.
En un intento por incentivar la investigación de recursos naturales, en 2005 el Partido del Yukón, liderado por Dennis Fentie, ha suspendido la protección de áreas que se hallaban anteriormente respaldadas por el gobierno del Partido Demócrata, y ha señalado su intención de no crear parques restringidos adicionales.
La tribu gwichʼin de Old Crow depende del caribú de Porcupine para autoabastecerse con comida y abrigo, como otras tantas del entorno. Esta especie se traslada a las llanuras de la costa para aparearse en el "Refugio Salvaje Nacional del Ártico" (Arctic National Wildlife Refuge) en Alaska. Esa manada suele ser seriamente castigada por la actividad petrolera del ambiente.

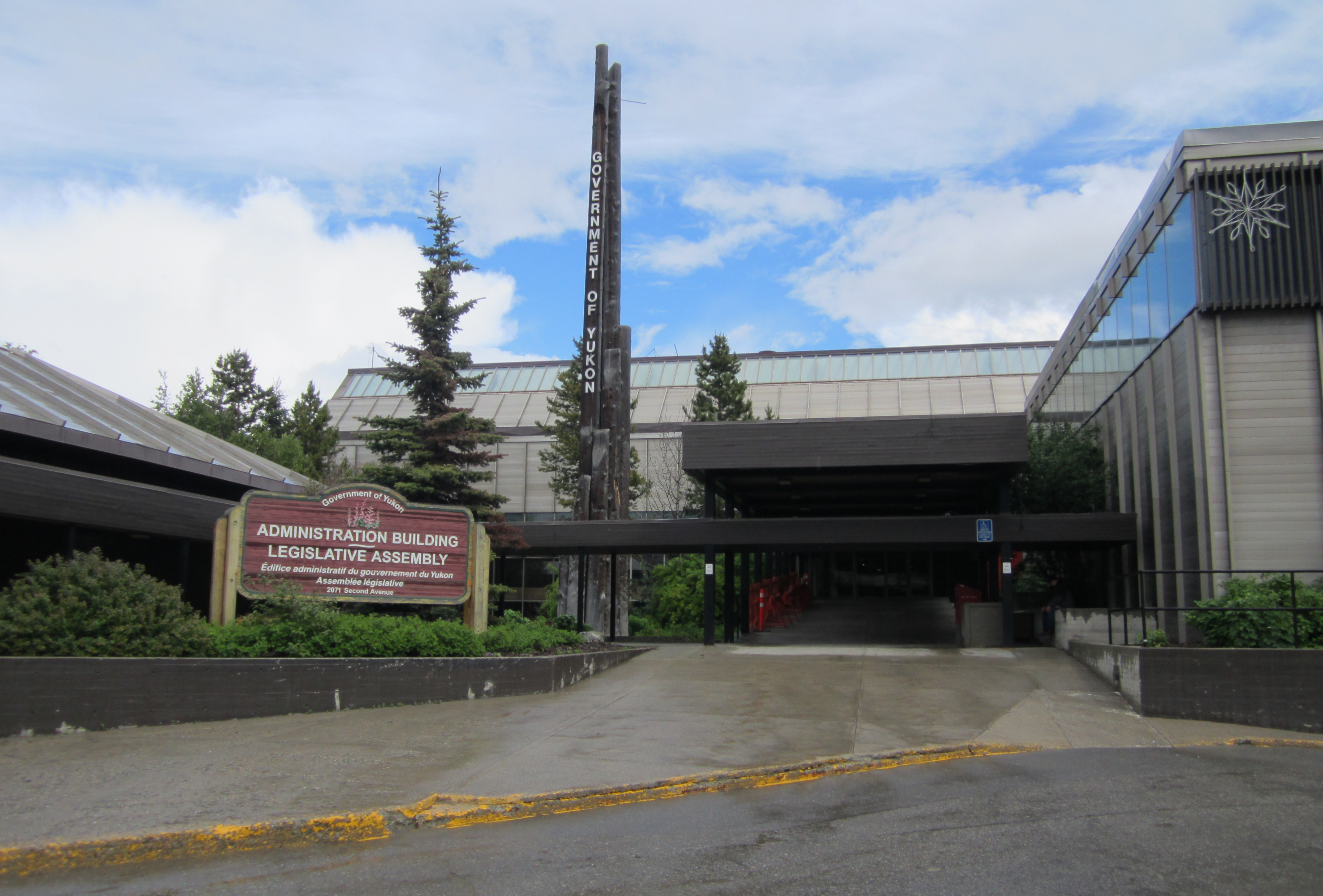
Vista del Parlamento de Yukón

## Política y gobierno
En el siglo XIX, Yukón fue parte primero del Territorio Noroeste administrado por la Compañía de la Bahía de Hudson, y luego de los Territorios del Noroeste gobernados por Canadá. Consiguió cierto nivel de autogobierno solo en 1895, cuando se convirtió en un distrito separado de los Territorios del Noroeste. En 1898 se convirtió en un territorio separado, con su propio Comisionado y Consejo Territorial.
Antes de 1979, Yukón era administrado por un Comisionado nombrado por el ministro federal de Asuntos Indígenas y Desarrollo del Norte. Este comisionado presidía y jugaba un cierto papel en el nombramiento de un Consejo ejecutivo, cuyas competencias eran únicamente consultivas. En 1979, el gobierno federal y el comisionado delegaron parte de su poder en una asamblea territorial que, en ese año, adoptó un sistema de partidos de gobierno responsable. Este trámite fue efectuado a través de una carta acreditativa expedida por el ministro Jake Epp, más que por un procedimiento legislativo.

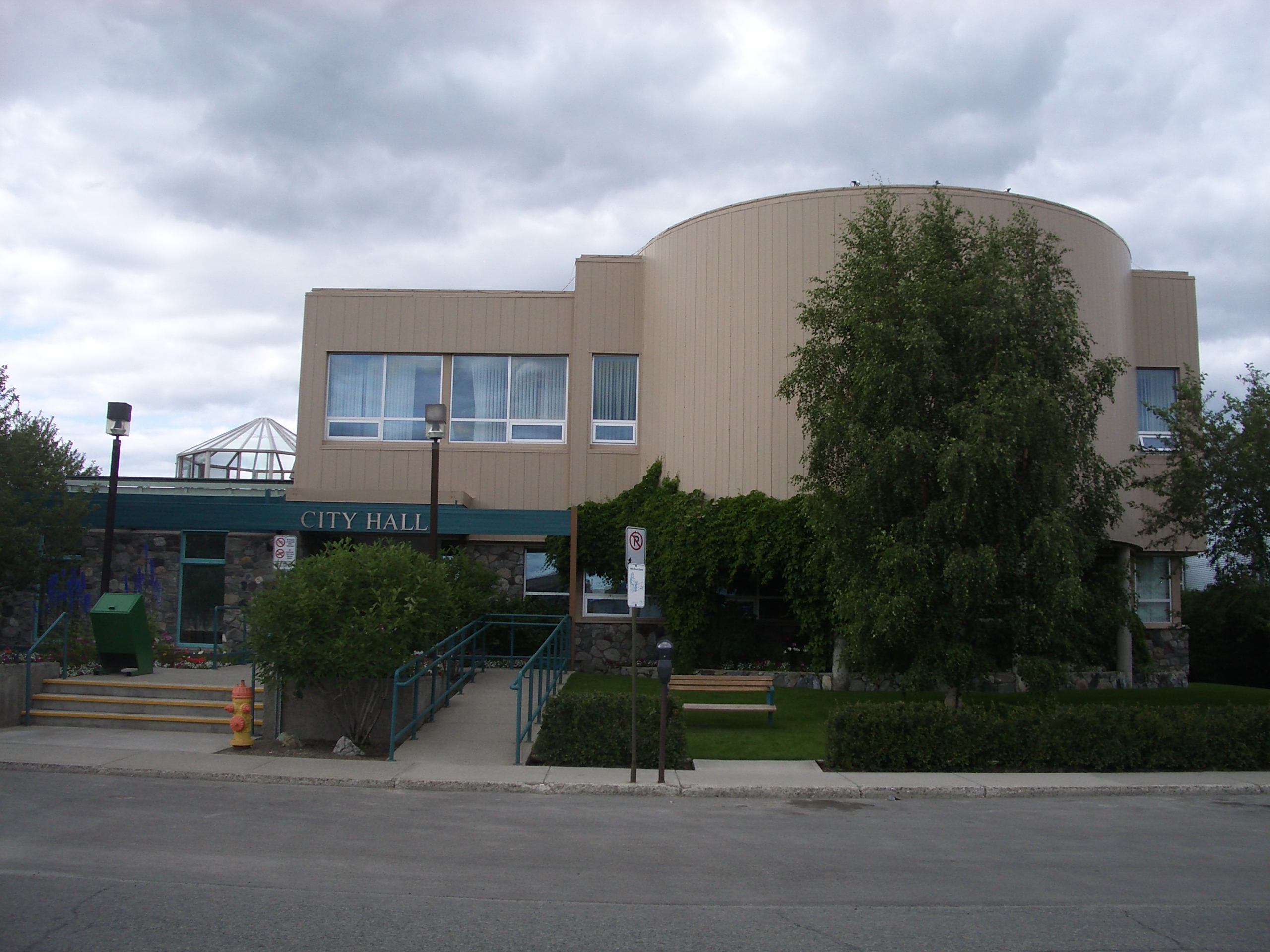
Edificio del Ayuntamiento o Alcaldía de Whitehose, la capital de Yukón

La Yukon Act, aprobada el 1 de abril de 2003, formalizó los poderes del gobierno del Yukón y añadió una serie de competencias adicionales de índole territorial al gobierno del territorio (por ejemplo, el control sobre la tierra y los recursos naturales). Desde 2003, excepto en materia de persecuciones criminales, el Yukón dispone casi de los mismos poderes que los gobiernos provinciales, algo que también están buscando los otros dos territorios (Noroeste y Nunavut). Hoy, el papel del Comisionado es análogo al de un Teniente-Gobernador provincial; no obstante, a diferencia de estos últimos, los comisionados no representan a la Reina de Canadá, sino que son empleados del gobierno federal.
En previsión del gobierno responsable, se organizaron partidos políticos y se postularon candidatos para la Asamblea Legislativa del Yukón por primera vez en 1978. Los Conservadores Progresistas ganaron las elecciones y constituyeron el primer gobierno de partido en enero de 1979. El Nuevo Partido Democrático del Yukón se mantuvo en el poder desde 1985 hasta 1992, bajo el mandato de Tony Penikett, y de nuevo en 1996, con Piers McDonald, hasta su derrota en el 2000. Los conservadores regresaron al poder en 1992 de la mano de John Ostashek, tras cambiar su nombre por el de Partido del Yukón. El gobierno de Pat Duncan, del Partido Liberal del Yukón, fue derrotado en las elecciones de noviembre de 2002 frente a Dennis Fentie del Partido del Yukón, quien fue nombrado Premier/Premier ministre.

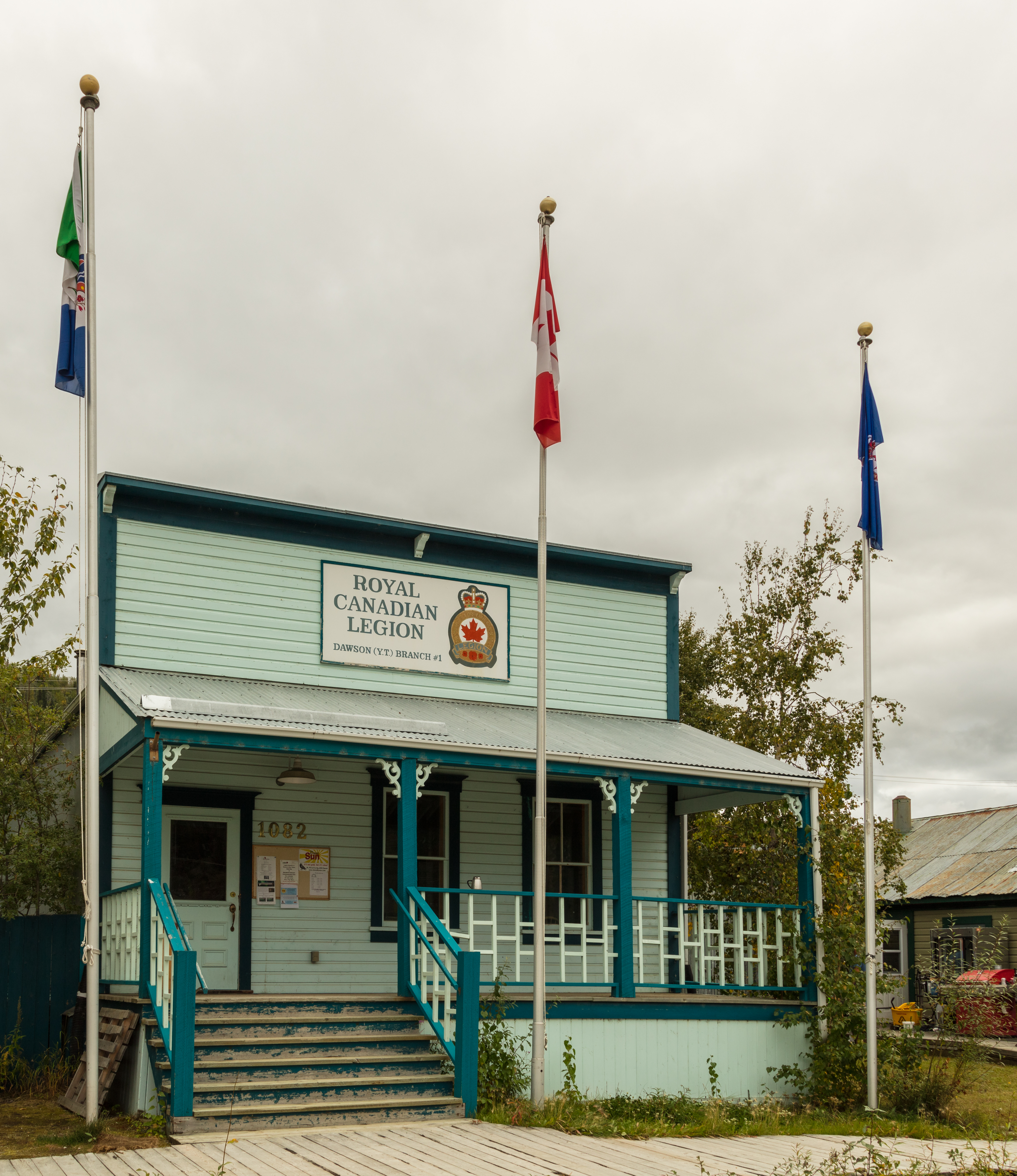
Edificio de la legión canadiense, Dawson City, Yukón

Si bien se han presentado debates en torno a si el Yukón pudiera ser considerado como la undécima provincia de Canadá, se suele poner de relieve su escasez poblacional, razón más que suficiente para desmerecer dicha categorización. Como resultado, el gobierno de la Columbia Británica ha propuesto en un sinfín de ocasiones el hacerse cargo de su administración.
A nivel federal, el territorio está representado en el Parlamento de Canadá por un diputado y un senador. A diferencia de lo que sucede con Estados Unidos, todos los miembros del Parlamento tienen el mismo valor, y los residentes en Yukón gozan de los mismos derechos que otros ciudadanos canadienses. Uno de los representantes del Yukón en el Parlamento —Eric Nielsen— fue el diputado primer ministro durante el gobierno de Brian Mulroney, mientras que otro —Audrey McLaughlin— fue el líder del Nuevo Partido Demócrata.
El Yukón fue una de las nueve jurisdicciones de Canadá en proponer el matrimonio entre homosexuales antes de la aprobación de la Ley de Matrimonios Civiles canadiense, junto con Ontario, Columbia Británica, Quebec, Manitoba, Nueva Escocia, Saskatchewan, Terranova y Labrador y Nuevo Brunswick.

### Elecciones
El número de miembros de la Asamblea del Yukón (Yukon assembly) ha aumentado con el tiempo, pasando de seis miembros designados a finales del siglo XIX a ocho (solo dos elegidos) en las primeras elecciones del Yukón en 1900, hasta los diecinueve actuales (todos elegidos).
Desde 1898 hasta 1978, el órgano legislativo de Yukón fue el Consejo Territorial de Yukón (Yukon Territorial Council). Este órgano no actuaba como gobierno principal, sino como órgano consultivo no partidista del Comisionado de Yukón. Al principio no tenía capacidad legislativa y estaba compuesto por miembros designados o por una mezcla de miembros designados y elegidos.
Los partidos políticos se utilizaron en algunas elecciones anteriores a 1920, pero luego dejaron de utilizarse. Los partidos se introdujeron en 1978, cuando se creó la Asamblea Legislativa del Yukón (Yukon Legislative Assembly).
El Yukón utilizó distritos plurinominales durante parte de su historia temprana. En 1903 y de 1909 a 1920, se elegían dos miembros a la vez en todos o algunos de sus distritos. En otras ocasiones se utilizaron distritos uninominales.
Desde 1978, cada circunscripción (distrito electoral) elige a un miembro por mayoría simple para la Asamblea Legislativa del Yukón. Los partidos políticos fueron reconocidos y registrados oficialmente a partir de 1978. El Yukón es el único territorio canadiense que tiene una legislatura partidista.
El Partido del Yukón (que antes de 1992 se llamaba Partido Conservador Progresista del Yukón) ha sido el más exitoso desde que se reconocieron oficialmente los partidos políticos, habiendo ganado seis de las diez elecciones. El NDP ha ganado tres elecciones y el Partido Liberal ha ganado dos.

### Gobiernos de las Primeras Naciones
La gran mayoría de la población forma parte de las Primeras Naciones. En 1991 se firmó un acuerdo territorial entre 7000 representantes de catorce pueblos indígenas diferentes y el gobierno federal; desde entonces, cada «nación» de forma particular debe negociar sus reclamaciones específicas de tierras y de autogobierno. En noviembre de 2005, 11 de 14 Primeras Naciones han firmado acuerdos con el gobierno. A continuación se ofrece una lista de las 14 Primeras Naciones:

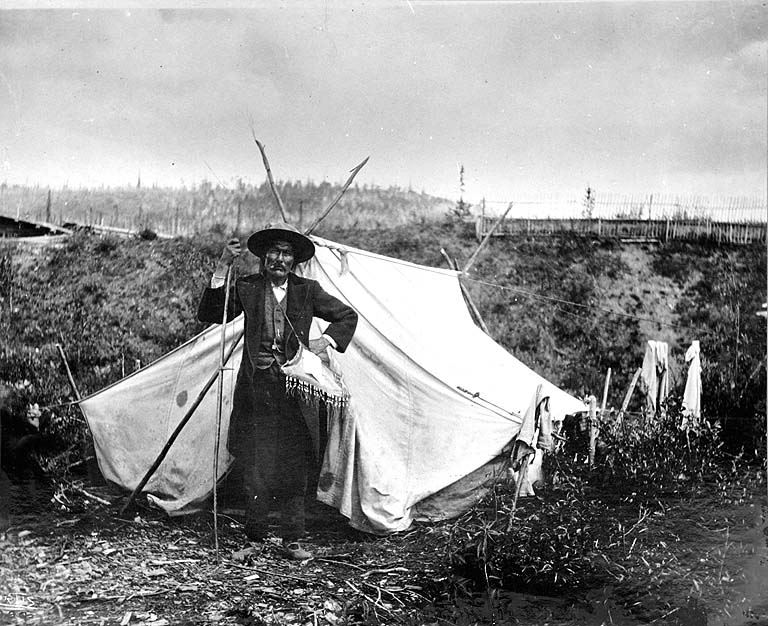
El Jefe Isaac de los Hän, Territorio del Yukón, ca. 1898.

- Primeras Naciones de Carcross/Tagish – en Carcross.
- Primeras Naciones de Champagne y Aishihik – en Haines Junction.
- Primera Nación de Na-cho Nyak Dun – en Mayo.
- Primera Nación de Kluane – en Burwash Landing.
- Primera Nación de Kwanlin Dun – en Whitehorse.
- Primera Nación de Liard – en Watson Lake.
- Primera Nación de Little Salmon/Carmacks – en Carmacks.
- Consejo de Ross River Dena – en Ross River.
- Primera Nación de Selkirk – en Pelly Crossing.
- Consejo de Ta'an Kwäch'än – en Whitehorse.
- Consejo de Teslin Tlingit – en Teslin.
- Tr’ondëk Hwëch’in – en Dawson City.
- Primera Nación de Vuntut Gwitchin – en Old Crow.
- Primera Nación de White River – en Beaver Creek.

El territorio tuvo una vez un establecimiento inuit, localizado en Herschel Island sobre la costa del Ártico. El mismo fue desmantelado en 1987 y sus habitantes trasladados a los Territorios del Noroeste. Como consecuencia del Acuerdo Final Inulaviut, la isla es hoy un parque territorial y se conoce oficialmente como Qikiqtaruk, el nombre de la isla en idioma inuktitut.

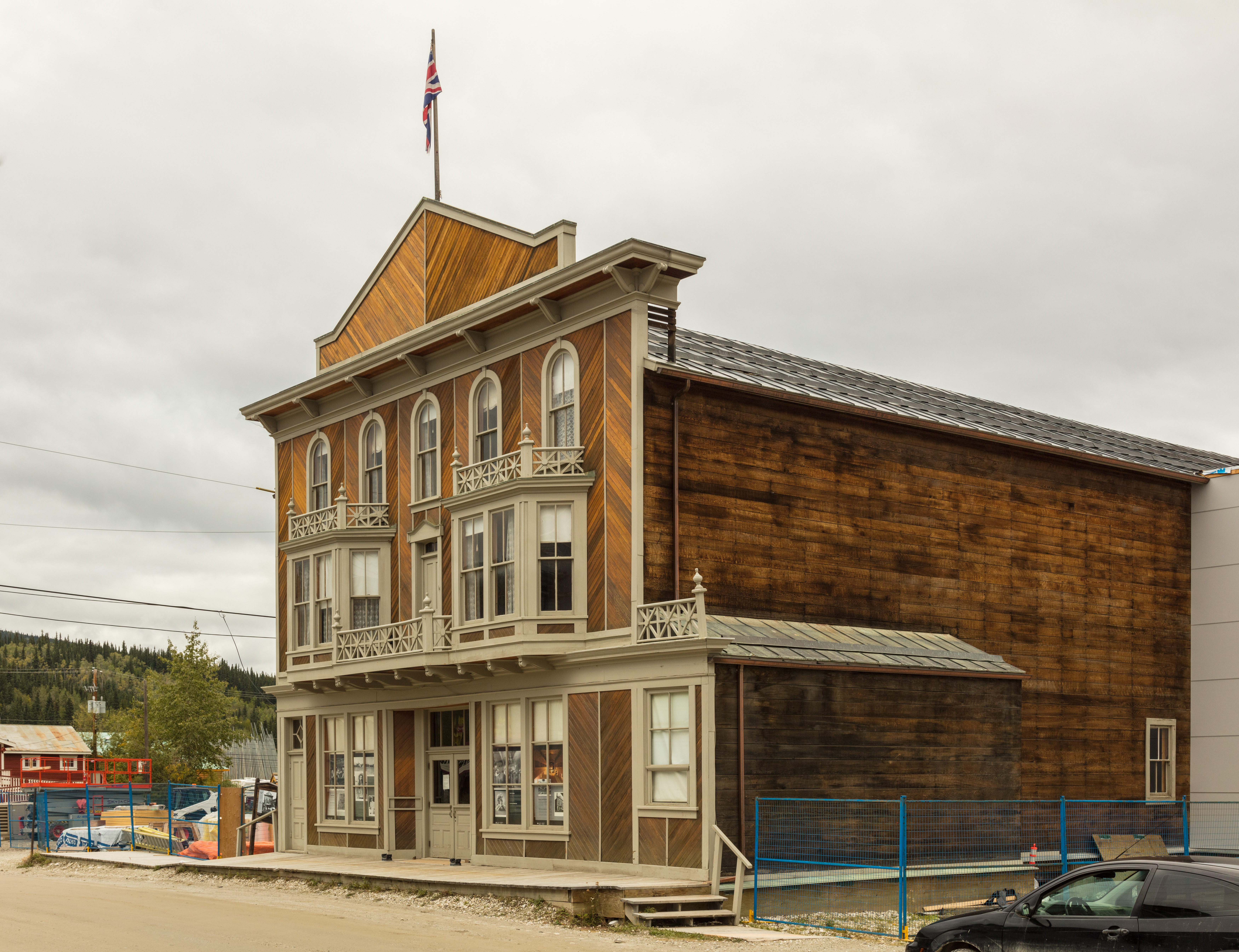
El Teatro de Dawson City, Yukón,

## Demografía
De escasa población, y con cerca de 30 000 habitantes en un territorio casi tan extenso como España o Suecia, Yukón tiene una densidad de 0,06 personas por km². Cerca de tres cuartas partes de la población se concentran en la zona de Whitehorse, y el resto vive en otras pequeñas comunidades. Todas ellas, excepto Old Crow, son accesibles por carretera.
La capital, Whitehorse, es también su ciudad más grande y poblada; la segunda en importancia es Dawson City (1800 hab.), que fue la primera en población hasta 1952.
Tradicionalmente, el Yukón estaba habitado por tribus atabascas de las Primeras Naciones, que habían establecido fuertes redes de comercio con los tinglits del Pacífico. Se estima que el 20 % de su población actual es de origen indígena. Los inuit que habitaban en las costas del Ártico se extinguieron a causa de una epidemia.
El siguiente cuadro presenta la población de muchas comunidades territoriales. Es importante especificar que el censo de 2001 comprende a todos aquellos que residen entre los límites comunitarios, mientras que el Departamento de Estadísticas del Yukón (Yukon Bureau of Statistics YBS) incluye a todo ciudadano con dirección de correo postal. Comúnmente, muchas personas viven en las afueras de los polos urbanos, de ahí que haya más registros en el YBS.

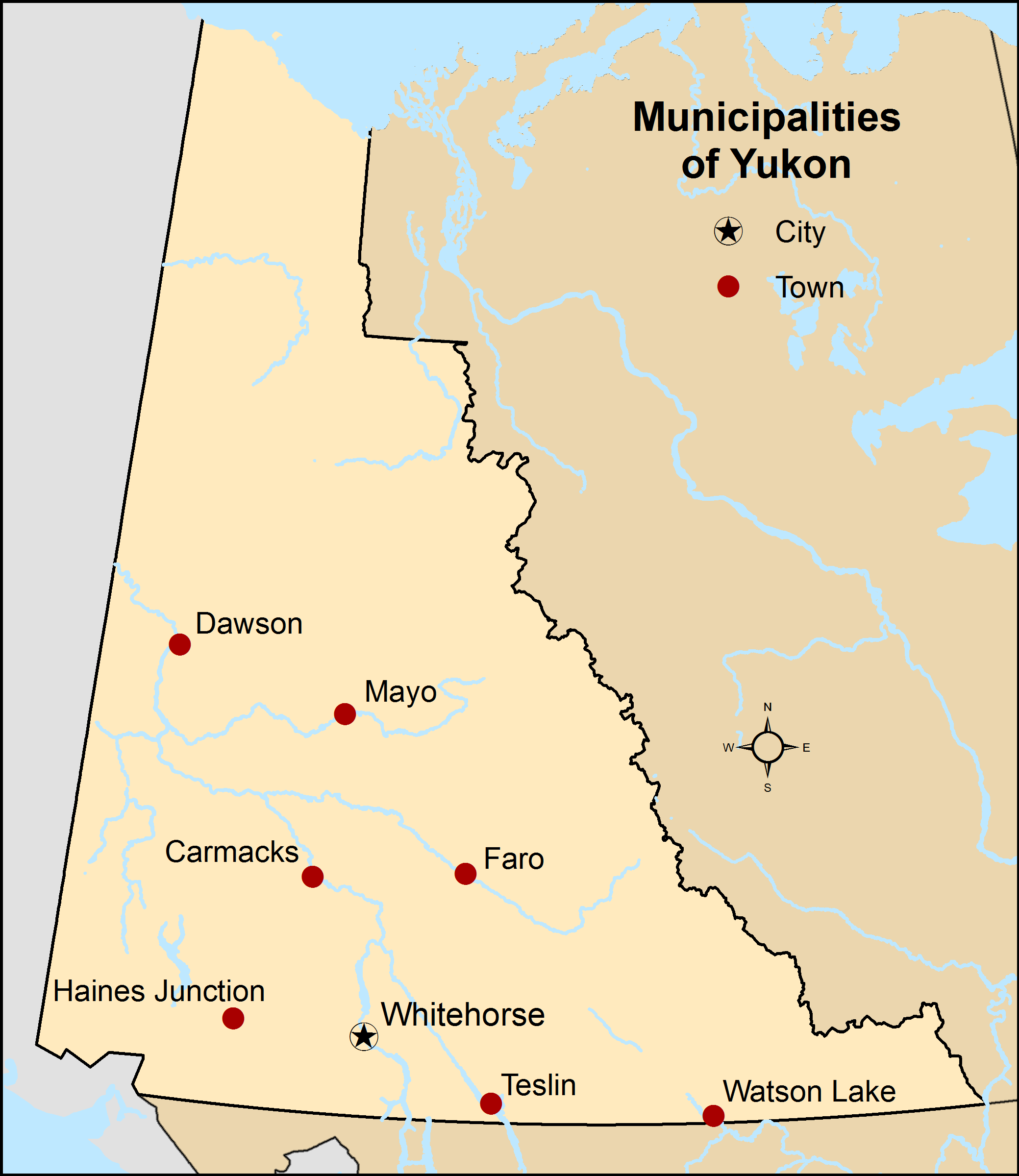
Ubicación de las ocho localidades principales de Yukón.

| Comunidad                       | 2001 Censo | 1996 Censo | Junio de 2005 YBS |
| ------------------------------- | ---------- | ---------- | ----------------- |
| Whitehorse (aglomeración)       | 23 272     | 23 272     | 23 608            |
| Whitehorse                      | 19 157     | 19 058     | 23 272            |
| Dawson City                     | 1251       | 1287       | 1826              |
| Watson Lake2                    | 1138       | 1148       | 1522              |
| Pueblo de Watson Lake solamente | 912        | 993        | n/d               |
| Haines Junction                 | 531        | 574        | 817               |
| Carmacks                        | 431        | 466        | 378               |
| Marsh Lake1                     | 400        | n/d        | 336               |
| Mt. Lorne1                      | 379        | 399        | n/d               |
| Mayo                            | 366        | 324        | 378               |
| Ross River                      | 337        | 352        | 345               |
| Pelly Crossing                  | 328        | 238        | 281               |
| Ibex Valley1                    | 315        | 322        | n/d               |
| Faro                            | 313        | 1261       | 381               |
| Old Crow                        | 299        | 278        | 259               |
| Teslin3                         | 267        | 309        | 417               |
| Tagish                          | 206        | 164        | 187               |
| Carcross4                       | 201        | 292        | 444               |
| Beaver Creek                    | 88         | 131        | 120               |
| Burwash Landing                 | 68         | 58         | 89                |
| Destruction Bay                 | 43         | 34         | 59                |
| Total del Yukón                 | 28 674     | 30 766     | 31 222            |
Notas:
 1 Parte de Whitehorse (aglomeración)
 2 Incluye al pueblo y a los establecimientos de las Primeras Naciones de Upper Liard y Two and One-half mille Village.
 3 Incluye tanto a la villa como a su reserva india

 4 Incluye al emplazamiento y a su reserva lindera

Población del Yukón desde 1901:
| Año  | Población | Cinco años % cambio | Cinco años % cambio | Puesto entre provincias y territorios |
| ---- | --------- | ------------------- | ------------------- | ------------------------------------- |
| 1901 | 27 219    | n/d                 | n/d                 | 10                                    |
| 1911 | 8512      | n/d                 | -68,7               | 10                                    |
| 1921 | 4157      | n/d                 | -51,1               | 11                                    |
| 1931 | 4230      | n/d                 | 1,8                 | 11                                    |
| 1941 | 4914      | n/d                 | 16,2                | 11                                    |
| 1951 | 9096      | n/d                 | 85,1                | 12                                    |
| 1956 | 12 190    | 34,0                | n/d                 | 12                                    |
| 1961 | 14 628    | 20,0                | 60,8                | 12                                    |
| 1966 | 14 382    | -1,7                | 18,0                | 12                                    |
| 1971 | 18 390    | 27,9                | 25,7                | 12                                    |
| 1976 | 21 835    | 18,7                | 51,8                | 12                                    |
| 1981 | 23 150    | 6,0                 | 25,6                | 12                                    |
| 1986 | 23 505    | 1,5                 | 7,6                 | 12                                    |
| 1991 | 27 797    | 18,3                | 20,0                | 12                                    |
| 1996 | 30 766    | 10,7                | 30,9                | 12                                    |
| 2001 | 28 674    | -6,8                | 3,2                 | 12                                    |
| 2006 | 30 372    |                     |                     |                                       |
| 2011 | 33.897    |                     |                     |                                       |
| 2016 | 35.874    |                     |                     |                                       |
Fuente: Statistics Canada 

### Lenguas
Al ser un territorio federal, los idiomas oficiales del Yukón son el inglés y el francés, aunque de acuerdo al censo de 2011 y al igual que en el resto de Canadá, a excepción de Quebec (francés mayoritario) y Nunavut (inuktitut mayoritario), el idioma más hablado es el inglés ya que el 82,9 % de los habitantes del territorio la tienen como lengua materna.

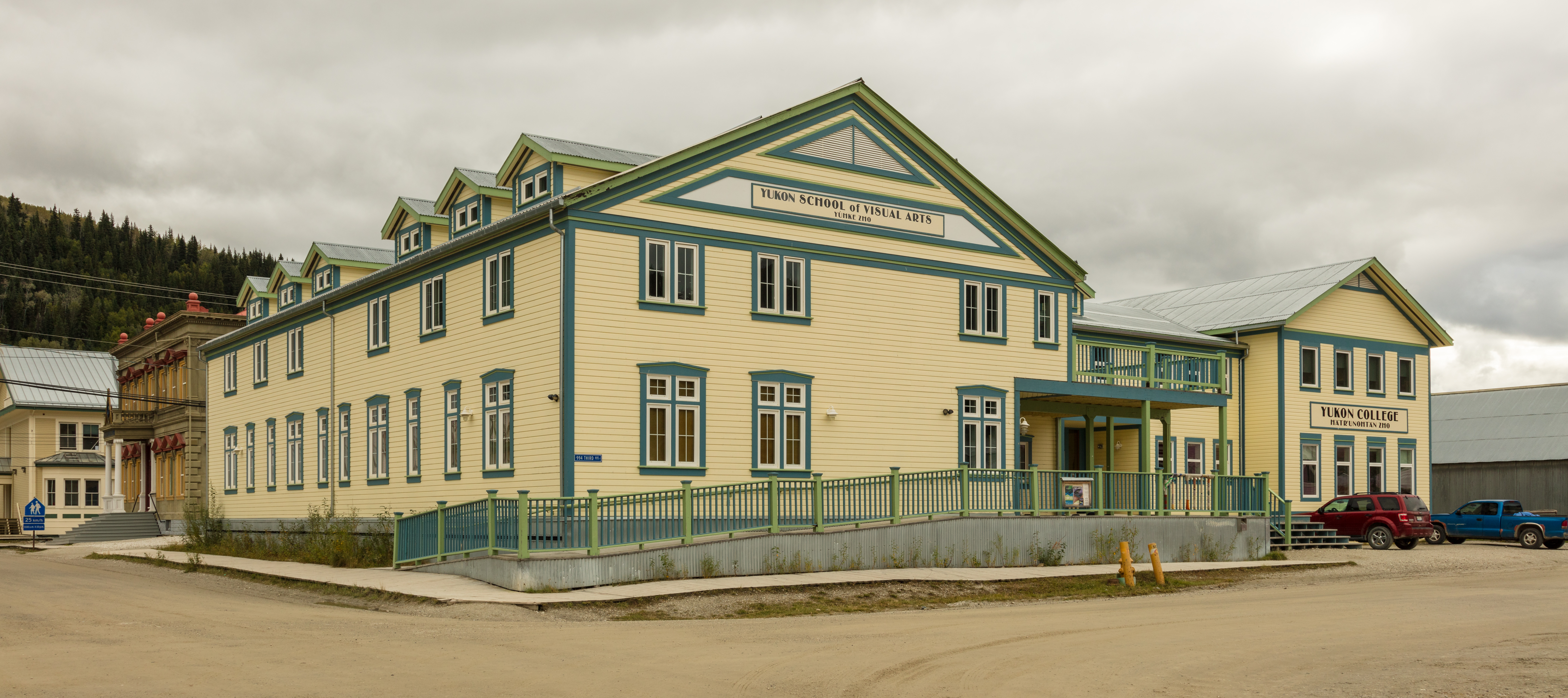
Escuela de artes visuales, Dawson City, Yukón

### Educación e investigación
Además de las escuelas, en Yukón solo hay un centro de educación superior, el Yukon College, situado en Whitehorse. Su predecesor, el Yukon Vocational and Technical Training Centre,se creó a principios de la década de 1960, con el avance de la explotación del territorio como proveedor de materias primas. En 1977, el centro firmó un acuerdo de colaboración con la Universidad de Columbia Británica. Sobre esta base se creó el Yukon College en 1983. 
En 1988, el colegio se trasladó a unas nuevas instalaciones en Yukon Place, en el barrio de Takhini, al este de Whitehorse. Actualmente colabora con la University of the Arctic, dedicada a las culturas del Ártico y fundada en 2001, así como con la University of Regina, la universidad de la capital de la provincia de Saskatchewan. Por ello, el colegio ofrece una licenciatura en Estudios Circumpolares, un título que abarca el norte de Canadá, Alaska y el norte de Rusia. Los edificios también albergan un archivo (Yukon Archives) y un centro de arte (Arts Centre).

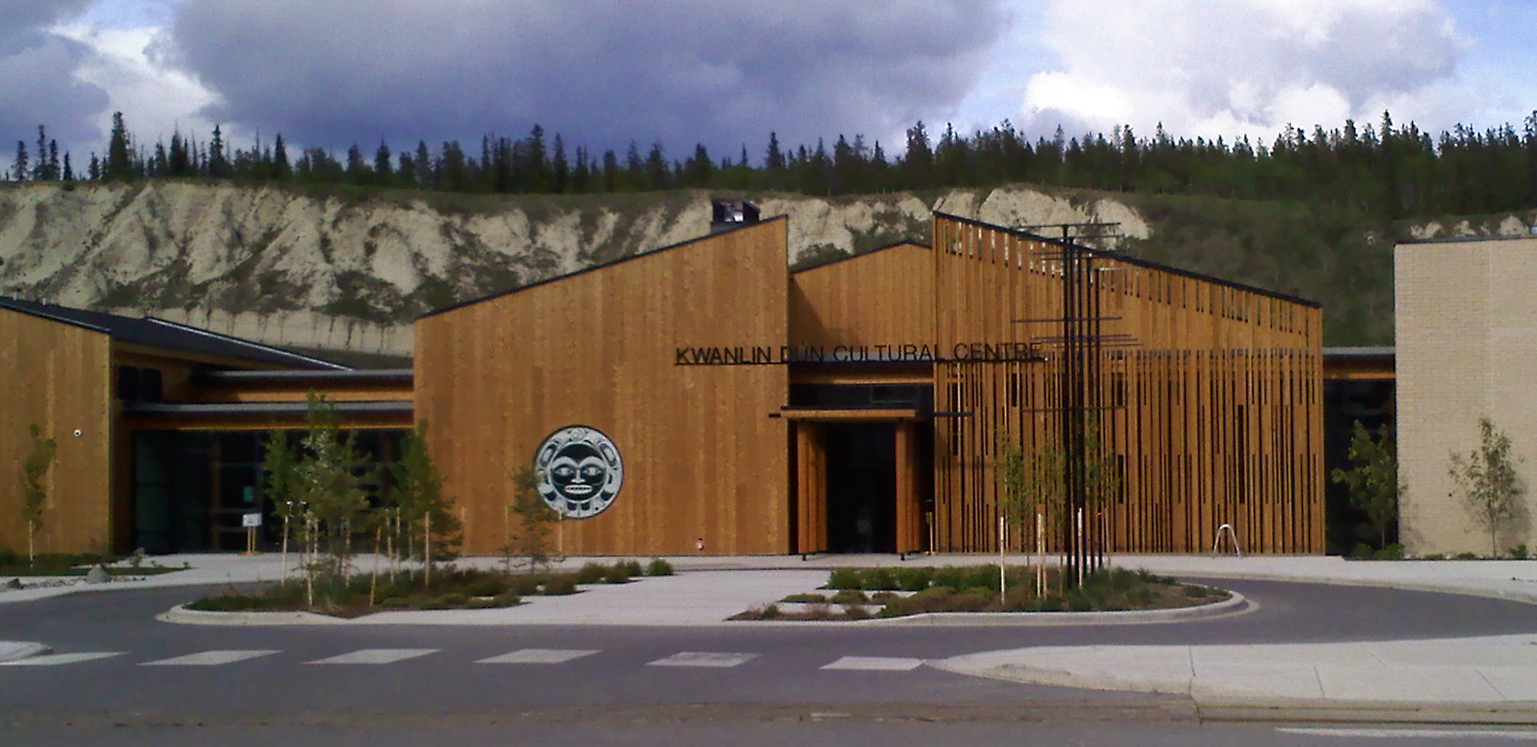
Centro Cultural Kwanlin Dün

Para los indígenas, el colegio ofrece el Programa de Desarrollo Ejecutivo de las Primeras Naciones y el Programa de Formación de Funcionarios Medioambientales del Yukon College. Estos programas sirven para la formación de personal administrativo y directivo, así como para la protección del medio ambiente. De este modo, se pretende promover este último en mayor medida, en coordinación con las respectivas tribus, y llegar también a los grupos que viven en zonas remotas.
Además de los centros de enseñanza, existen cuatro bibliotecas gubernamentales: Yukon Energy, Mines & Resources Library, Yukon Environment, Yukon Public Law y Yukon Staff Development Library. En función de sus áreas de especialización, ofrecen fondos sobre materias primas y energía, medio ambiente, derecho público y formación de funcionarios públicos, a los que se puede acceder parcialmente también fuera de Whitehorse. A esto se suman las bibliotecas públicas Yukon Public Libraries, que cuentan con 15 sedes, y la Yukon Archives Library en Whitehorse.

## Economía

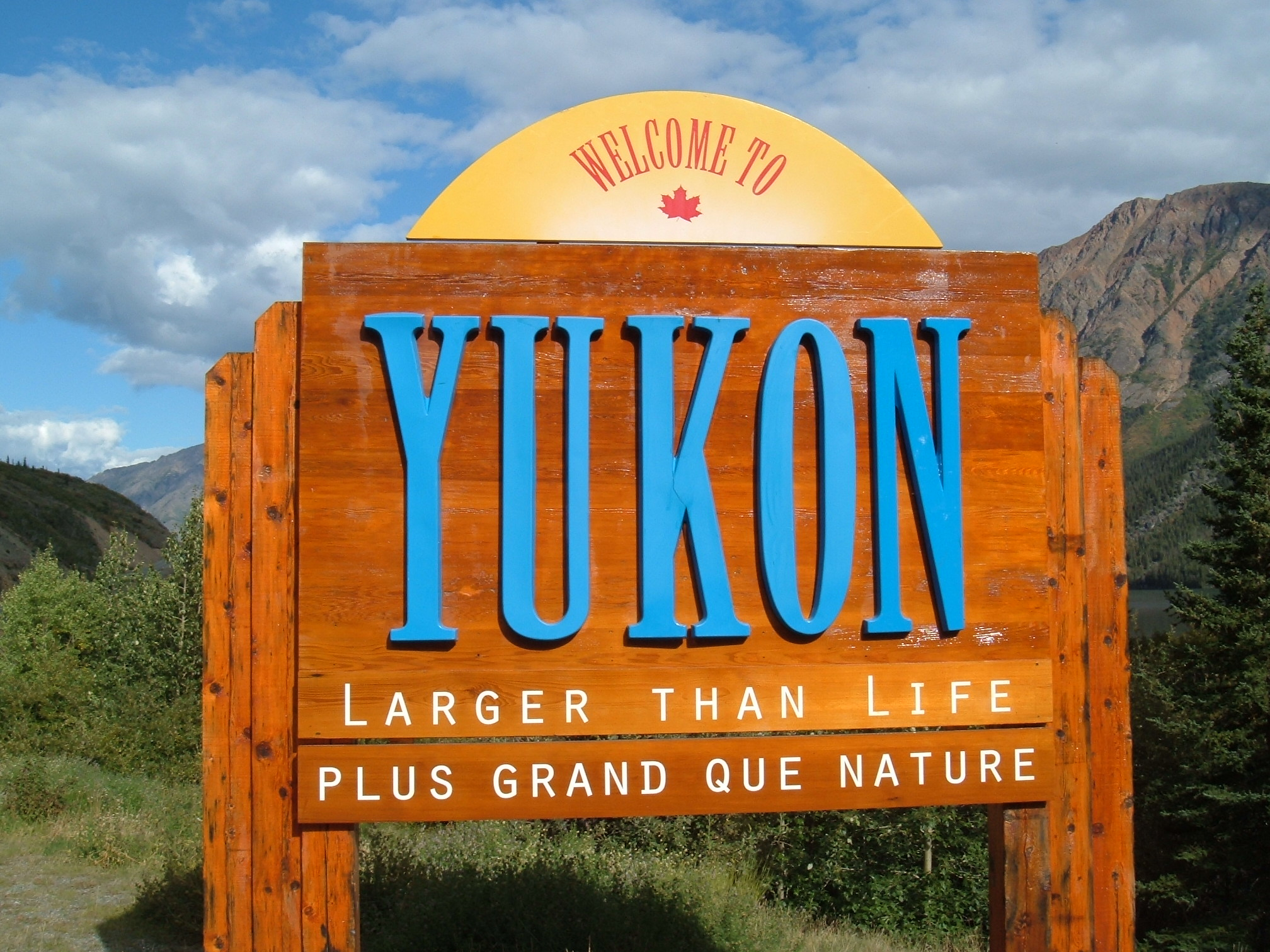
El turismo en Yukón se basa en su naturaleza salvaje.

La principal industria del Yukón es la minería (plomo, zinc, plata, oro, amianto y cobre). El gobierno federal adquirió las tierras a la Compañía de la Bahía de Hudson en 1870 y las separó de los Territorios del Noroeste en 1898 para satisfacer la necesidad de un gobierno local creada por la afluencia de población provocada por la fiebre del oro. Miles de estos buscadores se trasladaron al territorio, dando inicio a un período de la historia del Yukón que quedó registrado por autores como Robert W. Service y Jack London. El recuerdo de este período y de los primeros días de la Real Policía Montada de Canadá, así como las maravillas paisajísticas del territorio y las oportunidades de recreación al aire libre, hacen del turismo la segunda industria más importante del territorio.
La industria manufacturera, que incluye muebles, ropa y artesanías, le sigue en importancia, junto con la energía hidroeléctrica. Las industrias tradicionales de la caza y la pesca han declinado. En 2012, el sector público empleaba directamente a aproximadamente 6300 personas de una población activa de 20 800, sobre una población total de 27 500.

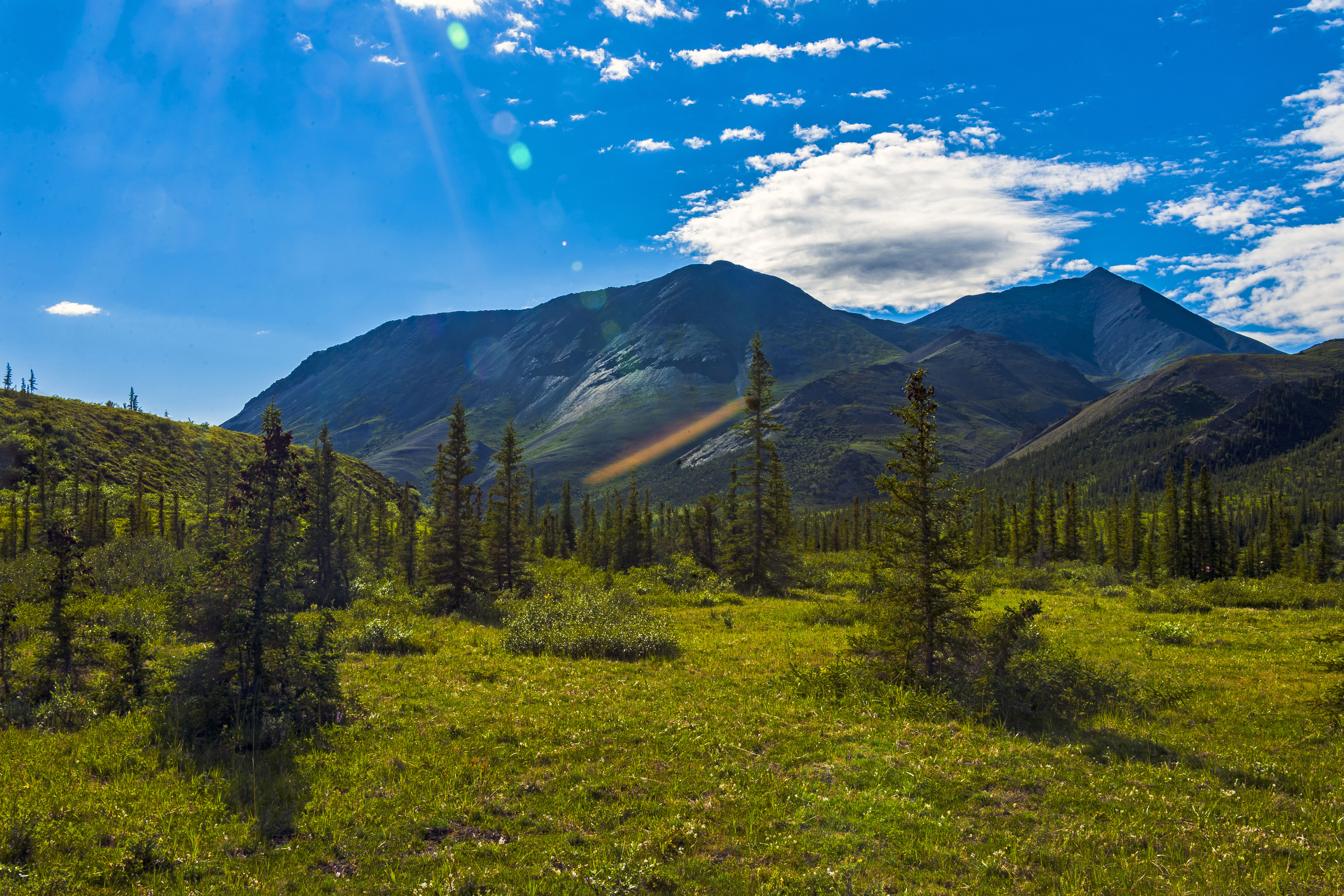
Parque nacional Ivvavik

El 1 de mayo de 2015, Yukón modificó su Ley de Sociedades Anónimas  en un esfuerzo por atraer más beneficios y participantes a su economía. Una enmienda a la BCA permite otorgar un poder para votar. Otro cambio permitirá a los directores buscar oportunidades de negocio rechazadas por la corporación, una práctica prohibida en la mayoría de las demás jurisdicciones debido al potencial inherente de conflictos de intereses. Uno de los cambios permitirá a una corporación actuar como director de una filial registrada en Yukón.
La legislación también permite a las empresas añadir disposiciones en sus estatutos sociales que otorgan a los directores la aprobación general para vender todos los activos de la empresa sin necesidad de someterlo a votación de los accionistas. Si así lo dispone un acuerdo unánime de los accionistas, una sociedad no está obligada a tener directores. Se ha aumentado la flexibilidad en cuanto a la ubicación de las oficinas de registro de las sociedades, incluida la posibilidad de mantener una oficina de registro fuera del Yukón, siempre que sea accesible por medios electrónicos

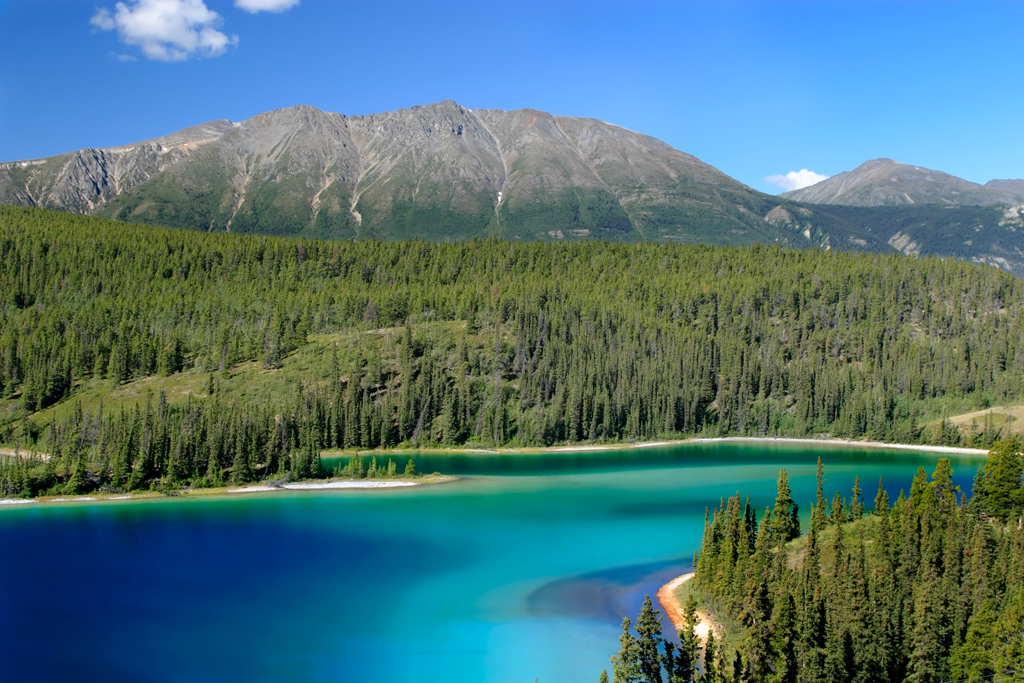
Lago Emerald, Yukón

### Turismo
El lema turístico del Yukón es «Más grande que la vida». La industria turística del Yukón depende en gran medida del entorno natural de la región, y hay muchos proveedores de equipos y guías organizados disponibles para actividades como la caza, la pesca con caña, el piragüismo/kayak, el senderismo, el esquí, el snowboard, la escalada en hielo y los trineos tirados por perros. Estas actividades se ofrecen tanto en un entorno organizado como en zonas remotas, a las que se puede acceder por aire o en moto de nieve. Entre los festivales y eventos deportivos del Yukón se encuentran el Festival Cultural Adäka, el Festival Internacional de Cuentacuentos del Yukón y el Yukon Sourdough Rendezvous. La latitud del Yukón permite contemplar la aurora boreal.
El Gobierno del Yukón mantiene una serie de parques territoriales, entre los que se incluyen el Parque Territorial Herschel Island Qikiqtaruk, el Parque Territorial Tombstone, el Parque Fishing Branch Ni'iinlii'njik y el Parque Territorial Coal River Springs. Parks Canada, una agencia federal del Gobierno de Canadá, también mantiene tres parques nacionales y reservas dentro del territorio: el Parque Nacional y Reserva Kluane, el Parque Nacional Ivvavik y el Parque Nacional Vuntut.

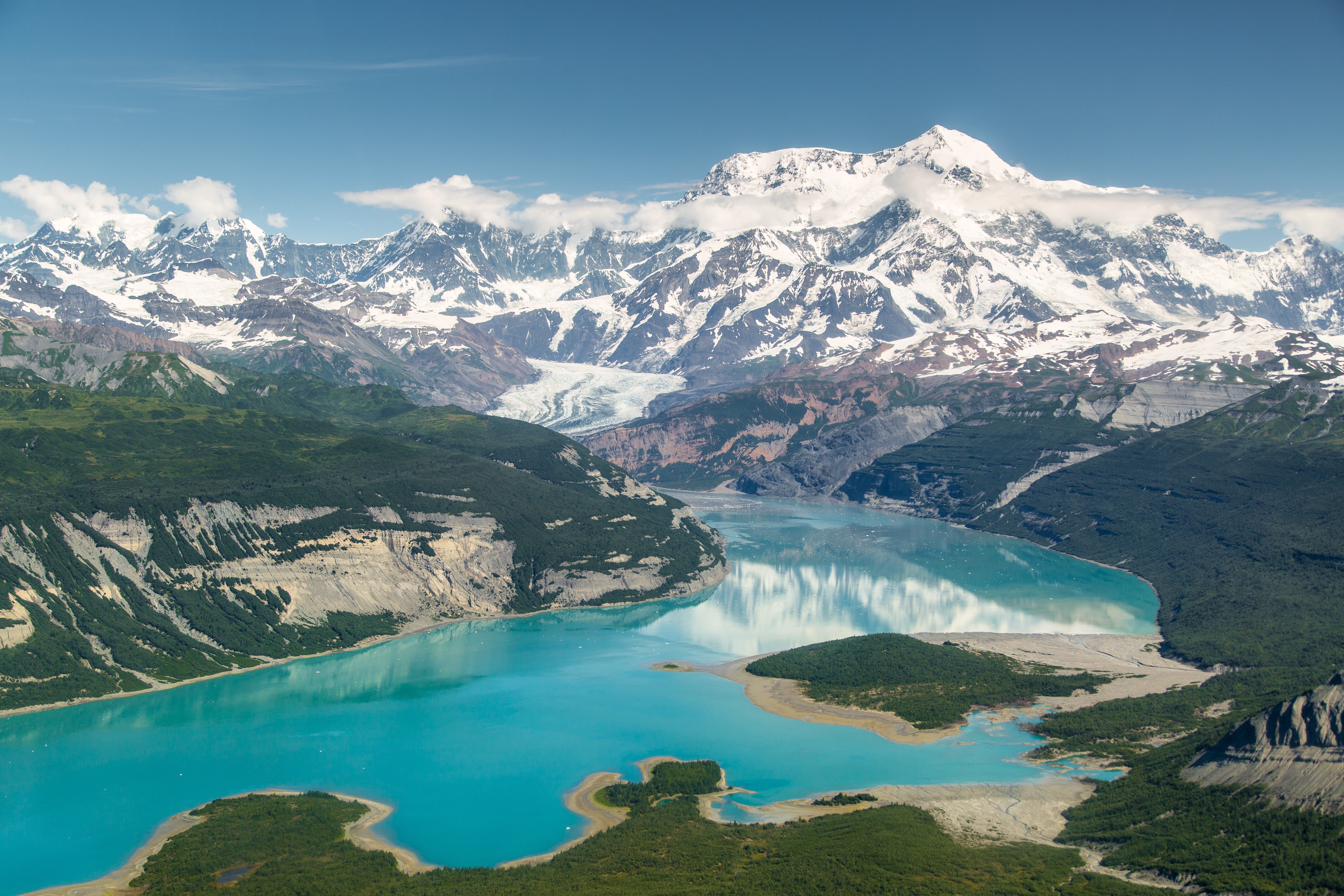
Monte San Elías

El Yukón también alberga doce sitios históricos nacionales de Canadá. Estos sitios también son administrados por Parks Canada, y cinco de los doce se encuentran dentro de parques nacionales. El territorio alberga varios museos, entre ellos el Museo Ferroviario y Minero Copperbelt, el museo del barco SS Klondike, el Centro Interpretativo Yukón Beringia en Whitehorse, así como el Museo Minero de Keno City en Keno City. El territorio también cuenta con varias empresas que permiten a los turistas experimentar las culturas precoloniales y modernas de las Primeras Naciones y los inuit del Yukón.

## Transporte
Antiguamente, el principal medio de transporte era la red fluvial del río Yukón, tanto antes como después de la Fiebre del Oro. Los tinglits de la costa comerciaban con la gente atabasca empleando caminos montañosos.
Desde la fiebre del oro hasta los años 1950, las embarcaciones navegaron por el Yukón, principalmente entre Whitehorse como punto de concentración y Dawson City, algunos incluso llegando a Alaska y al mar de Bering, mientras que otros lo hacían por el río principal (el Yukón) y sus afluentes (río Stewart, etc.).
Muchos barcos pertenecían a la compañía de navegación del Yukón británico, una extensión de las rutas del White Pass (y Yukón), que operaba asimismo en un área reducida entre Skagway (Alaska) y Whitehorse. El ferrocarril dejó de funcionar en la década de 1980 con la primera clausura de la mina de Faro. Hoy en día solo es utilizado como medio de transporte y traslado de turistas durante el verano, y no en la totalidad del territorio.

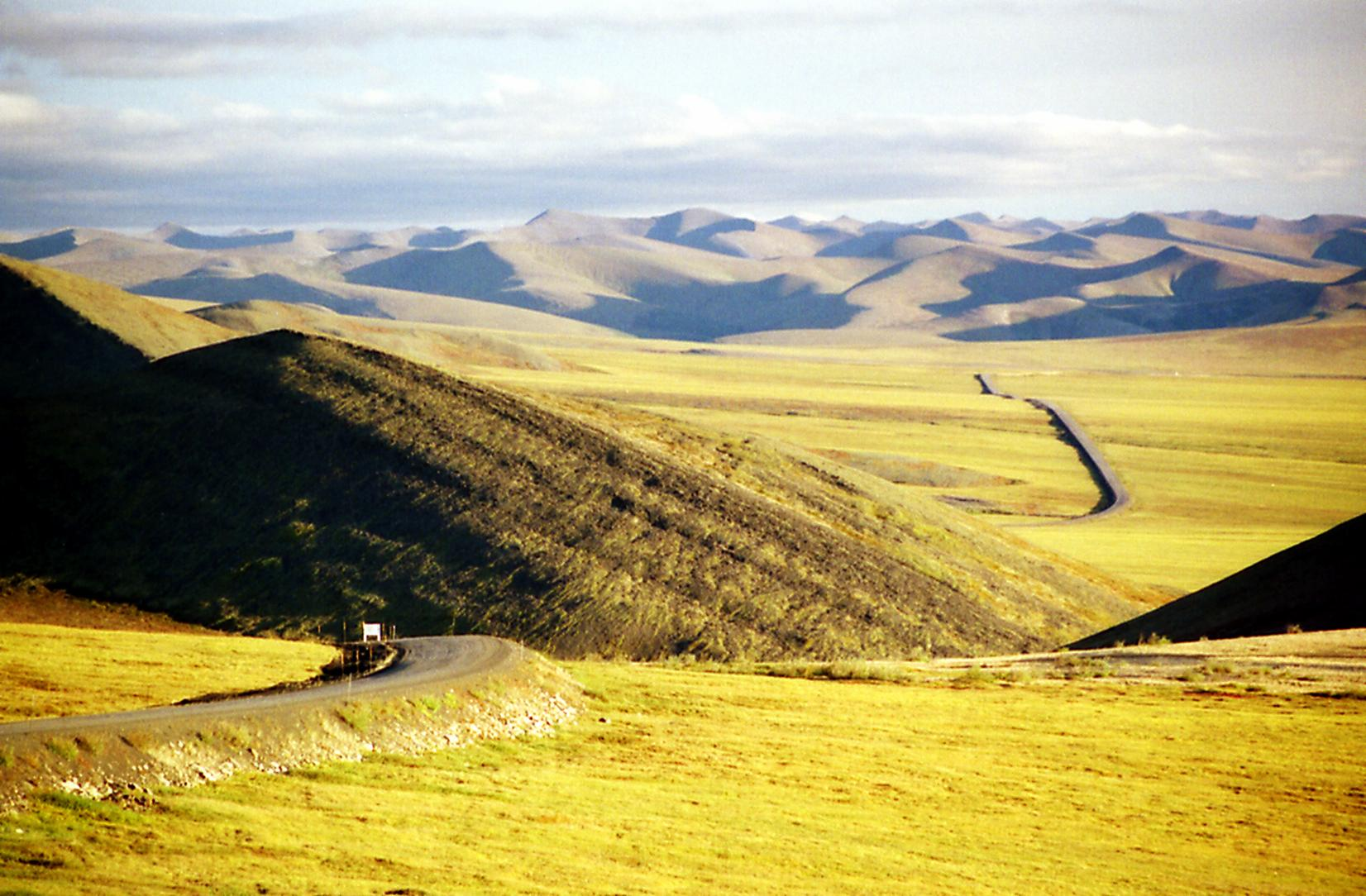
Ruta de Dempster.

En tiempos actuales, el principal medio de comunicación terrestre lo representa, sin duda alguna, la autopista Alaska, que atraviesa Whitehorse. La ruta de Klondike comprende el tramo que va desde Skagway, pasando por la capital yukoniana hasta llegar a Dawson City; la de Haines se extiende desde la ciudad del mismo nombre en Alaska hasta Haines Junction, Yukón; y la de Dempster lo hace desde la ruta de Klondike hasta Inuvik, en los Territorios del Noroeste. 
Todas estas carreteras, a excepción de la última, se hallan pavimentadas. Otros caminos menos transitados son el Campbell, que comunica Camaracks con Watson Lake, en la vía de Alaska; y el "Silver Trail" que interseca con la ruta de Klondike sobre el puente del río Stewart para unirse a las viejas comunidades mineras de plata en mayo, Elsa y Keno City. La casi totalidad de los municipios del Yukón son accesibles por carretera, siendo el transporte aéreo la única forma de llegar a la remota comunidad de Old Crow en el extremo norte.
El aeropuerto internacional de Whitehorse sirve de conexión con otras regiones cercanas, entre ellas Vancouver, Calgary, Edmonton, Fairbanks, Juneau y Frankfurt (en verano). Cada comunidad posee un aeropuerto, y la empresa de vuelo está esencialmente al servicio del turismo y las prospecciones mineras.

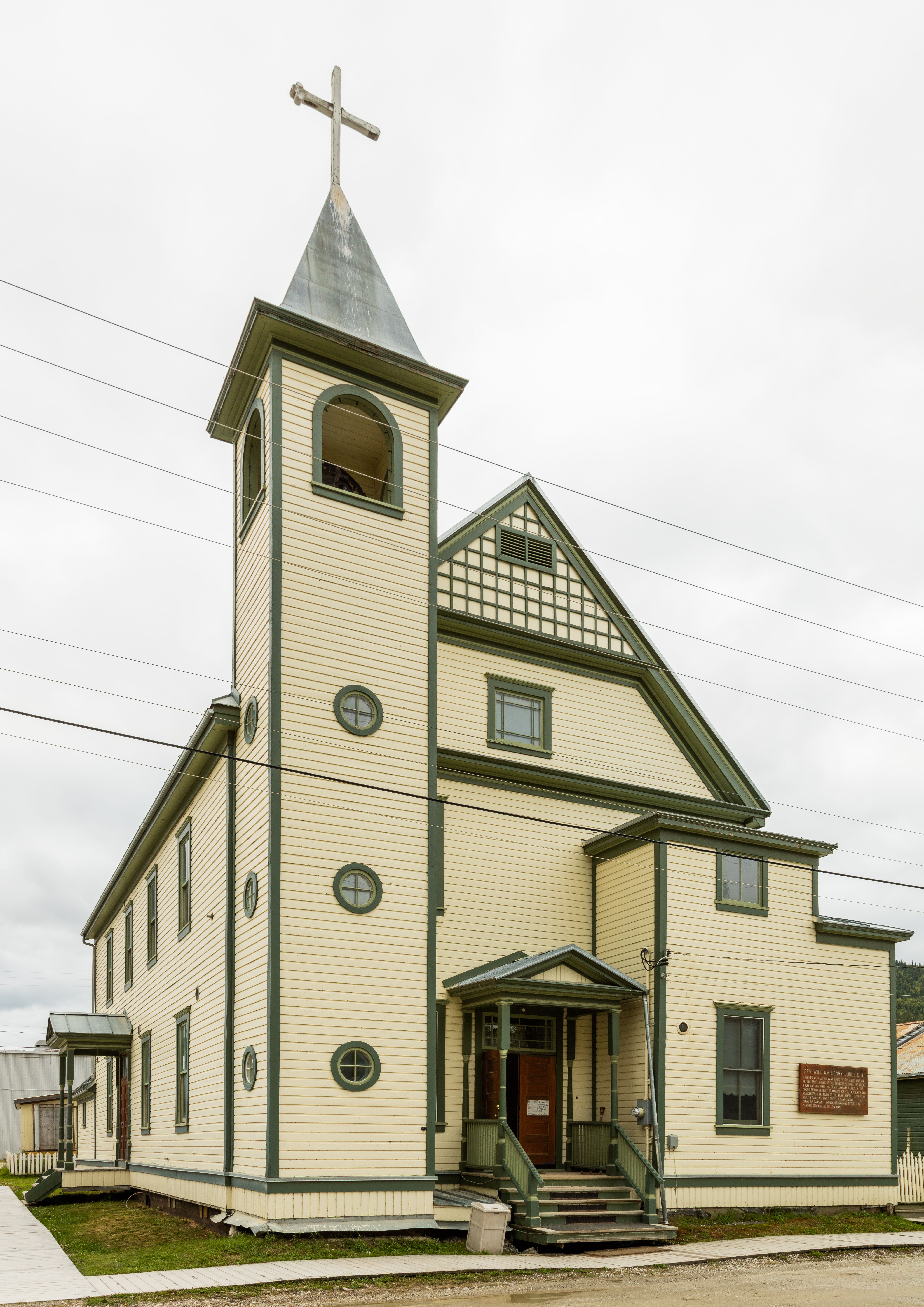
La Iglesia católica de Santa María en Dawson City, data de 1897

## Cultura
El Yukón cuenta con una amplia variedad de eventos culturales y deportivos que atraen a artistas, residentes locales y turistas. Entre los eventos anuales se incluyen el Festival Cultural Adäka, el Festival de Música de Dawson City, el Festival Internacional de Cuentacuentos del Yukón, la carrera de trineos tirados por perros Yukon Quest, el Yukon Sourdough Rendezvous, así como los monumentos conmemorativos de la fiebre del oro de Klondike y el Centro de la Aurora Boreal.
La cultura aborigen del Yukón también se refleja claramente en ámbitos como los deportes de invierno, como en la carrera de trineos tirados por perros Yukon Quest. El personaje de cómic moderno Yukon Jack representa a un heroico aborigen. Del mismo modo, el gobierno territorial también reconoce que las lenguas de las Primeras Naciones y los inuit forman parte del patrimonio cultural del territorio; estas lenguas incluyen el tlingit y el menos común tahltan, así como siete lenguas atapascanas, el tanana superior, el gwich'in, el hän, el tutchone del norte, el tutchone del sur, el kaska y el tagish, algunas de las cuales son poco comunes.

### Museos
La mayoría de los museos se encuentran en Whitehorse. Mientras que el Yukon Beringia Interpretive Centre, situado cerca del aeropuerto, está dedicado a la prehistoria y a las primeras naciones, cuatro museos tratan sobre la llamada época de los pioneros.
El Museo del Transporte del Yukón (Yukon Transportation Museum, también situado cerca del aeropuerto) se centra en la tecnología del transporte, el Museo Minero MacBride Copperbelt, situado al noroeste de Whitehorse, que cuenta con un ferrocarril y un museo, se centra en las décadas de extracción de cobre, y el Museo Old Log Church (en el centro de Whitehorse) ofrece una historia de las misiones y la iglesia en una iglesia que data de la época de la fundación de Whitehorse.

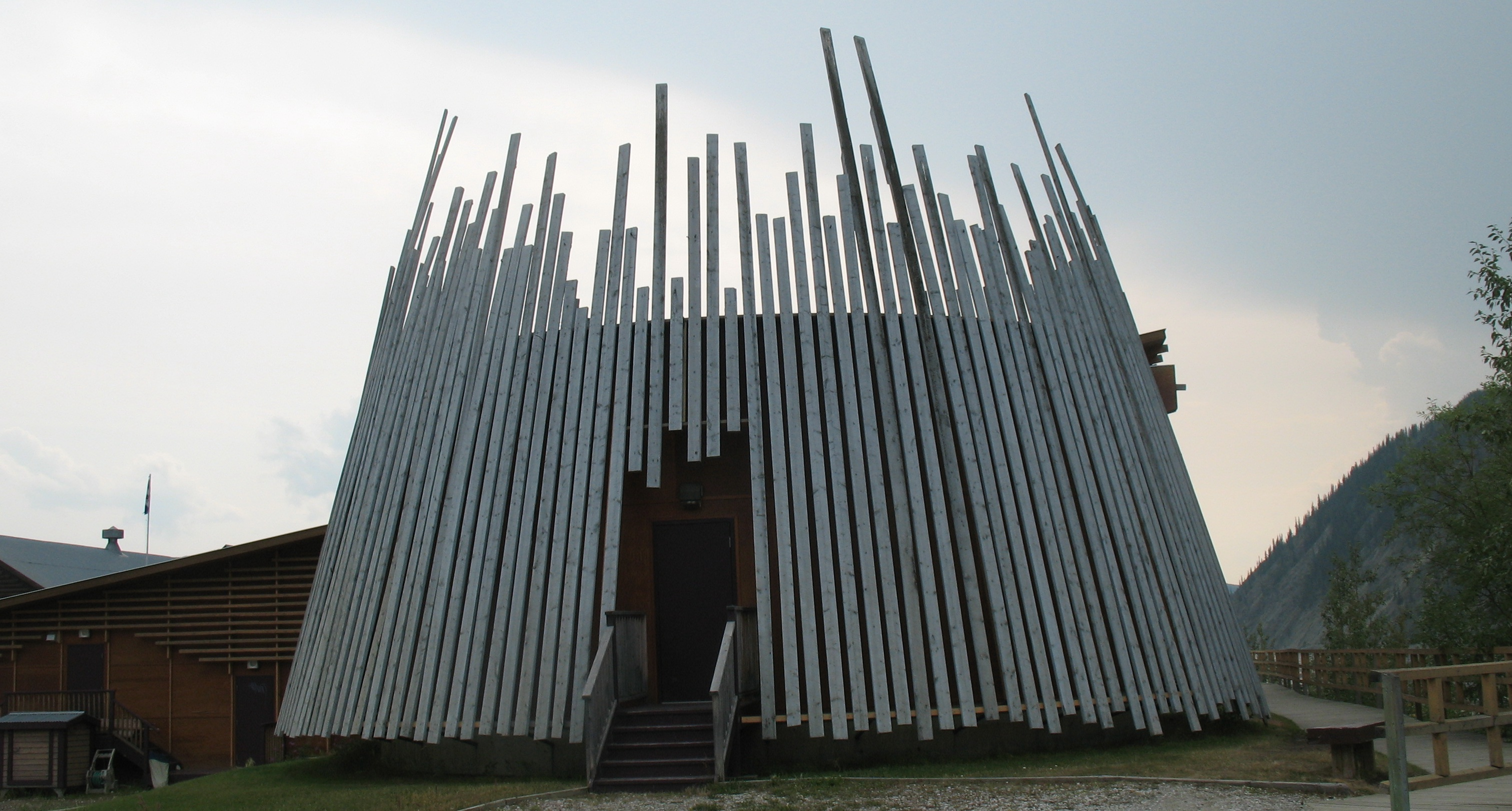
Centro cultural de los Trʼondëk Hwëchʼin en Dawson, Yukón

Sin embargo, el verdadero museo histórico es el extenso Museo MacBride de Historia del Yukón, situado en el centro de Whitehorse.
Hay otros museos en Dawson (el Museo y Sociedad Histórica de Dawson City o Dawson City Museum and Historical Society y el Dänojà Zho Cultural Centre de la Tr'ondek Hwech'in First Nation), Keno (Keno City Mining Museum) y Watson Lake (Northern Lights Centre). A estos se suman la iglesia oblata de Burwash Landing, a la que pertenece una escuela, y la vivienda del misionero, situada entre la escuela y la iglesia. Fuera de la capital, además de los centros culturales de las Primeras Naciones, cabe mencionar el Museo George Johnston, cerca de Teslin, y el Museo de Historia Natural Kluane, en Burwash Landing.
A esto se suman varios centros de interpretación, una mezcla de museo y centro educativo para visitantes. Estos se encuentran en numerosos parques, especialmente en los parques nacionales, en algunos lugares como Beaver Creek o el Centro de Interpretación Tagé Cho Hudän, en Carmacks.

### Medios de Comunicación

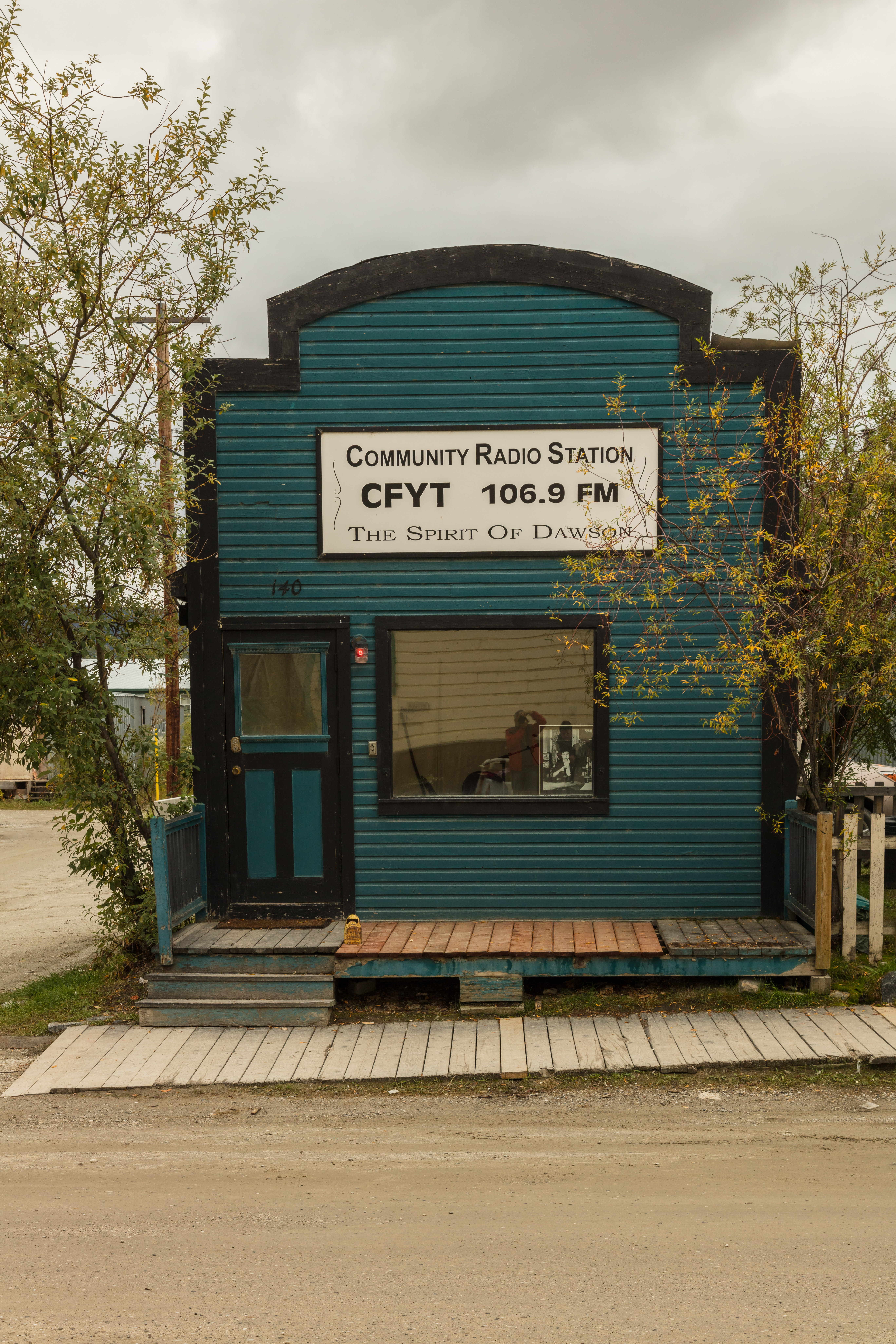
Una Estación de Radio Comunitaria en Yukón

Aunque el primer periódico del territorio canadiense apareció ya en 1752, la mayoría dependían de partidos políticos, en su mayoría como órganos de determinados líderes políticos, hoy en día pertenecen en su mayoría a grandes conglomerados de la industria de los medios de comunicación. Sin embargo, el mercado de Yukón es demasiado pequeño para ellos. El periódico más importante aquí es el Whitehorse Star. Además, existe l'aurore boréale, el único periódico francés, y The Klondike Sun, de Dawson, producido por voluntarios.
En 1928 ya existían 60 emisoras de radio en Canadá, pero no fue hasta 1951 cuando CFWH (CF Whitehorse) comenzó a emitir, seguida en 1959 por CBDB Watson Lake. En 1960 y 1961, Elsa y Mayo obtuvieron sus propias emisoras o transmisores, seguidas en 1963 y 1964 por Beaver Creek y Teslin, en 1967 Swift River y en 1975 Ross River, en 1987 Atlin y otras localidades. En 1984, Northern Native Broadcasting Yukon (NNBY) obtuvo una licencia para emitir programas de radio en lenguas indígenas. La emisora, con la sigla CHON-FM, pertenece a todas las Primeras Naciones del Yukón. Además de la CBC, hoy en día hay dos emisoras que emiten desde Whitehorse, la CHON-FM y, desde 1969, la CKRW-FM (Klondike Broadcasting Co. Ltd.). Además, desde 1997 existe en Tagish la emisora CFET-AM, dirigida por Robert G. Hopkins. Desde 2005, también emite dos horas diarias en estonio.
La televisión existe en Canadá desde 1952, siendo la CBC la emisora más importante. En 1961 se creó una segunda cadena, la cadena privada CTV, y en 1968 la televisión por cable. CBC/North operó inicialmente una estación de televisión en Yellowknife, y desde 1967 se enviaban producciones prefabricadas al norte, un procedimiento que se denominaba Frontier Coverage Package. Whitehorse fue la segunda emisora del norte a partir de 1968. Los programas propios, como Focus North, no surgieron hasta la década de 1980. Además, existe CFTS-TV en Teslin.

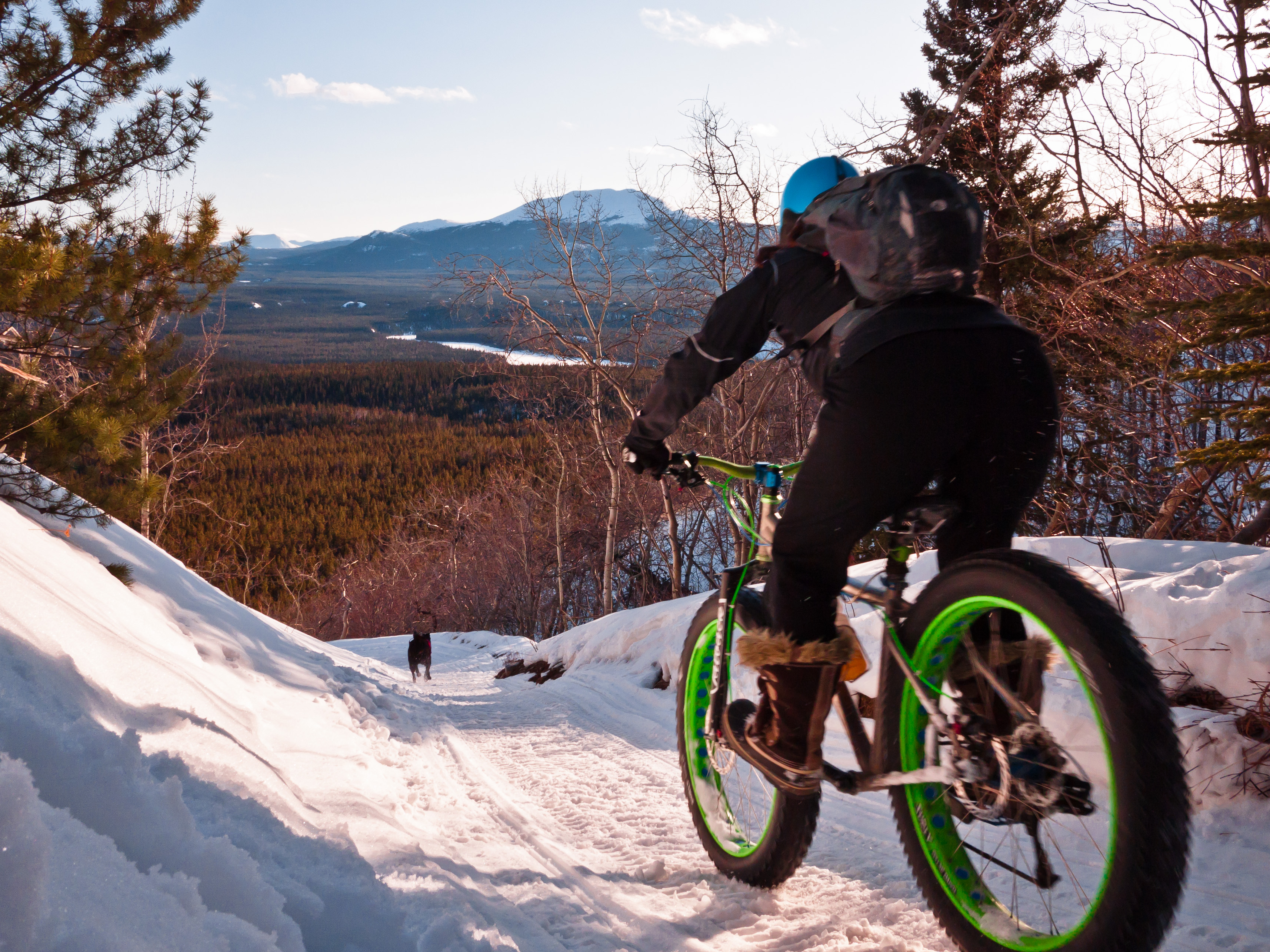
Ciclista en Yukón

Desde enero de 1995 existe conexión a Internet, y con YKnet Inc. surgió el primer proveedor de la provincia. Yukon News ofrece noticias a través de este medio.

## Deporte
La escasa población y el clima solo permiten un desarrollo modesto de los deportes populares en Canadá, pero las carreras de trineos tirados por perros, especialmente la Yukon Quest, y los Juegos Árticos de Invierno, que se celebran cada dos años, son importantes. Estos últimos se disputaron por primera vez en 1970 con 710 atletas de Alaska, los Territorios del Noroeste y el Yukón. Les siguieron el norte de Quebec y el norte de Alberta, y también se unieron las competiciones indígenas existentes. 

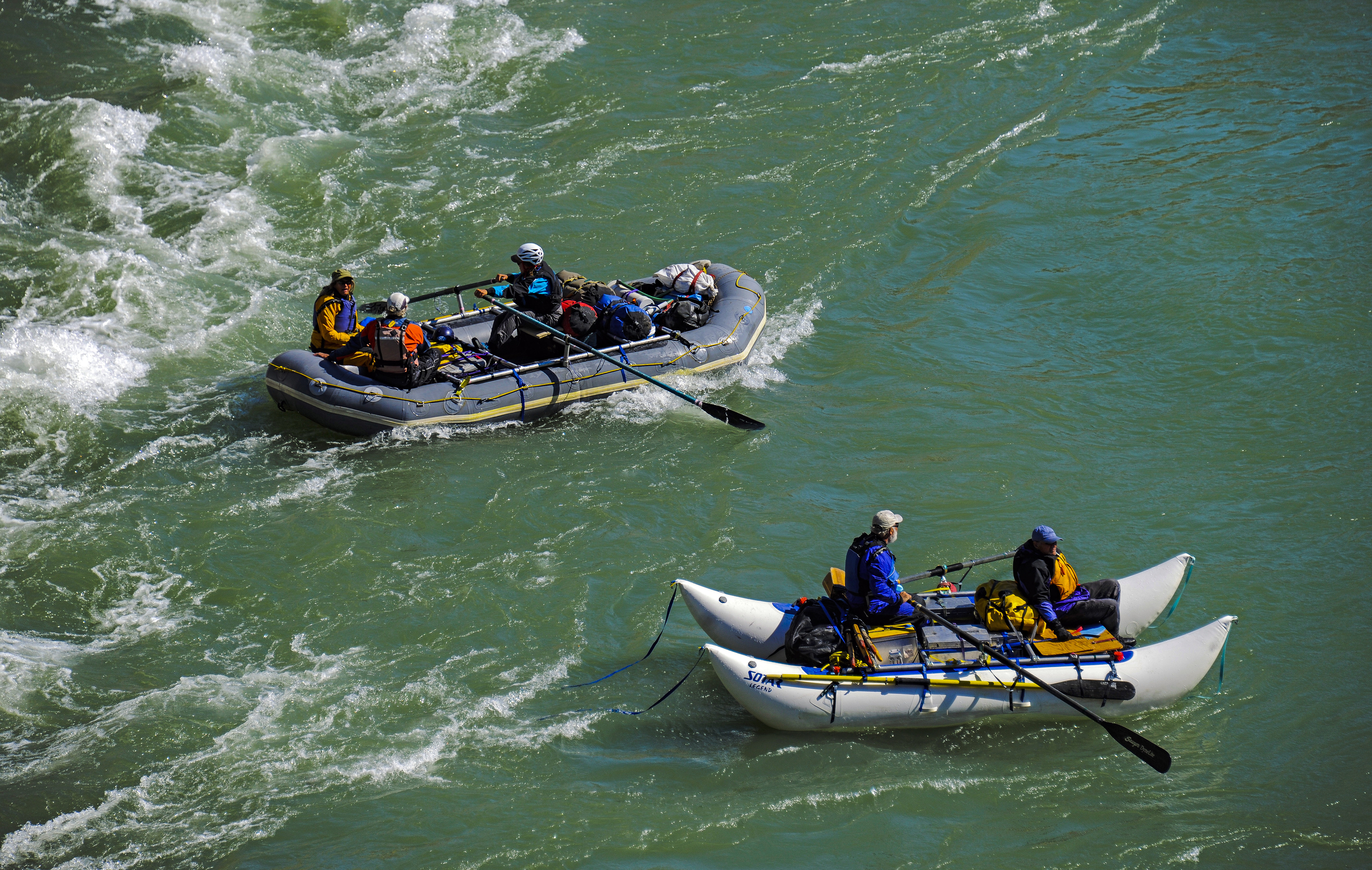
Rafting o Descenso de Ríos en Yukón

En 1992 se sumaron las provincias rusas de Magadán y Tiumén, así como Groenlandia, cuando los juegos se celebraron en Whitehorse. Allí también se celebraron en el año 2000. Los últimos juegos se celebraron en 2008 en Yellowknife, en 2010 en Grande Prairie (Alberta), en 2012 en Whitehorse, en 2014 en Fairbanks y en 2016 en South Slave/Hay River, en los Territorios del Noroeste. Entre las disciplinas se incluyen las carreras de trineos tirados por perros, la lucha libre al estilo inuit, el head-pull y las carreras con raquetas de nieve.